# Бенедека близнюки (шахи)
Близнюки Бенедека — ідея утворення близнюків у шаховій композиції в такий спосіб: кожна нова позиція утворюється шляхом повернення позиції на шахівниці  вліво або вправо на 90 градусів, причому запис розв'язку в короткій анотації, в обох близнюках однаковий.
, 

## Історія
Цей спосіб утворення близнюків запропонував у 1973 році угорський шаховий композитор — Аттіла Бенедек (04.03.1921 — 02.02.2010).
В першому близнюку а) є певне рішення. Наступний близнюк утворюється шляхом обертання позиції на шахівниці вліво або вправо на 90 градусів, в записі це обертання виглядає так: b) a1=a8, або b) a1=h1. Розв'язок нової позиції, якщо його порівняти з коротким записом розв'язку попереднього близнюка — є ідентичним. Ця ідея є цікавою і оригінальною тим, що при утворенні нового близнюка всі фігури, які знаходяться на шахівниці, опиняються на полях протилежного кольору, а чорному королю, який також змінив розташування і колір поля, на якому стоїть, необхідно оголошувати мат з того самого поля, що і в першому близнюку. Перша задача, в якій виражено цю ідею, була включена в альбом FIDE.
Ця ідея дістала назву від прізвища першовідкривача — близнюки Бенедека, в деяких виданнях описується як тема Бенедека.  
|   | a | b | c | d | e | f | g | h |   |
| 8 | e6 білий пішак · d5 чорний ферзь · e5 білий кінь · g5 білий слон · a4 білий кінь · d4 білий пішак · e4 чорний король · h3 білий слон · h1 білий король | e6 білий пішак · d5 чорний ферзь · e5 білий кінь · g5 білий слон · a4 білий кінь · d4 білий пішак · e4 чорний король · h3 білий слон · h1 білий король | e6 білий пішак · d5 чорний ферзь · e5 білий кінь · g5 білий слон · a4 білий кінь · d4 білий пішак · e4 чорний король · h3 білий слон · h1 білий король | e6 білий пішак · d5 чорний ферзь · e5 білий кінь · g5 білий слон · a4 білий кінь · d4 білий пішак · e4 чорний король · h3 білий слон · h1 білий король | e6 білий пішак · d5 чорний ферзь · e5 білий кінь · g5 білий слон · a4 білий кінь · d4 білий пішак · e4 чорний король · h3 білий слон · h1 білий король | e6 білий пішак · d5 чорний ферзь · e5 білий кінь · g5 білий слон · a4 білий кінь · d4 білий пішак · e4 чорний король · h3 білий слон · h1 білий король | e6 білий пішак · d5 чорний ферзь · e5 білий кінь · g5 білий слон · a4 білий кінь · d4 білий пішак · e4 чорний король · h3 білий слон · h1 білий король | e6 білий пішак · d5 чорний ферзь · e5 білий кінь · g5 білий слон · a4 білий кінь · d4 білий пішак · e4 чорний король · h3 білий слон · h1 білий король | 8 |
| 7 | e6 білий пішак · d5 чорний ферзь · e5 білий кінь · g5 білий слон · a4 білий кінь · d4 білий пішак · e4 чорний король · h3 білий слон · h1 білий король | e6 білий пішак · d5 чорний ферзь · e5 білий кінь · g5 білий слон · a4 білий кінь · d4 білий пішак · e4 чорний король · h3 білий слон · h1 білий король | e6 білий пішак · d5 чорний ферзь · e5 білий кінь · g5 білий слон · a4 білий кінь · d4 білий пішак · e4 чорний король · h3 білий слон · h1 білий король | e6 білий пішак · d5 чорний ферзь · e5 білий кінь · g5 білий слон · a4 білий кінь · d4 білий пішак · e4 чорний король · h3 білий слон · h1 білий король | e6 білий пішак · d5 чорний ферзь · e5 білий кінь · g5 білий слон · a4 білий кінь · d4 білий пішак · e4 чорний король · h3 білий слон · h1 білий король | e6 білий пішак · d5 чорний ферзь · e5 білий кінь · g5 білий слон · a4 білий кінь · d4 білий пішак · e4 чорний король · h3 білий слон · h1 білий король | e6 білий пішак · d5 чорний ферзь · e5 білий кінь · g5 білий слон · a4 білий кінь · d4 білий пішак · e4 чорний король · h3 білий слон · h1 білий король | e6 білий пішак · d5 чорний ферзь · e5 білий кінь · g5 білий слон · a4 білий кінь · d4 білий пішак · e4 чорний король · h3 білий слон · h1 білий король | 7 |
| 6 | e6 білий пішак · d5 чорний ферзь · e5 білий кінь · g5 білий слон · a4 білий кінь · d4 білий пішак · e4 чорний король · h3 білий слон · h1 білий король | e6 білий пішак · d5 чорний ферзь · e5 білий кінь · g5 білий слон · a4 білий кінь · d4 білий пішак · e4 чорний король · h3 білий слон · h1 білий король | e6 білий пішак · d5 чорний ферзь · e5 білий кінь · g5 білий слон · a4 білий кінь · d4 білий пішак · e4 чорний король · h3 білий слон · h1 білий король | e6 білий пішак · d5 чорний ферзь · e5 білий кінь · g5 білий слон · a4 білий кінь · d4 білий пішак · e4 чорний король · h3 білий слон · h1 білий король | e6 білий пішак · d5 чорний ферзь · e5 білий кінь · g5 білий слон · a4 білий кінь · d4 білий пішак · e4 чорний король · h3 білий слон · h1 білий король | e6 білий пішак · d5 чорний ферзь · e5 білий кінь · g5 білий слон · a4 білий кінь · d4 білий пішак · e4 чорний король · h3 білий слон · h1 білий король | e6 білий пішак · d5 чорний ферзь · e5 білий кінь · g5 білий слон · a4 білий кінь · d4 білий пішак · e4 чорний король · h3 білий слон · h1 білий король | e6 білий пішак · d5 чорний ферзь · e5 білий кінь · g5 білий слон · a4 білий кінь · d4 білий пішак · e4 чорний король · h3 білий слон · h1 білий король | 6 |
| 5 | e6 білий пішак · d5 чорний ферзь · e5 білий кінь · g5 білий слон · a4 білий кінь · d4 білий пішак · e4 чорний король · h3 білий слон · h1 білий король | e6 білий пішак · d5 чорний ферзь · e5 білий кінь · g5 білий слон · a4 білий кінь · d4 білий пішак · e4 чорний король · h3 білий слон · h1 білий король | e6 білий пішак · d5 чорний ферзь · e5 білий кінь · g5 білий слон · a4 білий кінь · d4 білий пішак · e4 чорний король · h3 білий слон · h1 білий король | e6 білий пішак · d5 чорний ферзь · e5 білий кінь · g5 білий слон · a4 білий кінь · d4 білий пішак · e4 чорний король · h3 білий слон · h1 білий король | e6 білий пішак · d5 чорний ферзь · e5 білий кінь · g5 білий слон · a4 білий кінь · d4 білий пішак · e4 чорний король · h3 білий слон · h1 білий король | e6 білий пішак · d5 чорний ферзь · e5 білий кінь · g5 білий слон · a4 білий кінь · d4 білий пішак · e4 чорний король · h3 білий слон · h1 білий король | e6 білий пішак · d5 чорний ферзь · e5 білий кінь · g5 білий слон · a4 білий кінь · d4 білий пішак · e4 чорний король · h3 білий слон · h1 білий король | e6 білий пішак · d5 чорний ферзь · e5 білий кінь · g5 білий слон · a4 білий кінь · d4 білий пішак · e4 чорний король · h3 білий слон · h1 білий король | 5 |
| 4 | e6 білий пішак · d5 чорний ферзь · e5 білий кінь · g5 білий слон · a4 білий кінь · d4 білий пішак · e4 чорний король · h3 білий слон · h1 білий король | e6 білий пішак · d5 чорний ферзь · e5 білий кінь · g5 білий слон · a4 білий кінь · d4 білий пішак · e4 чорний король · h3 білий слон · h1 білий король | e6 білий пішак · d5 чорний ферзь · e5 білий кінь · g5 білий слон · a4 білий кінь · d4 білий пішак · e4 чорний король · h3 білий слон · h1 білий король | e6 білий пішак · d5 чорний ферзь · e5 білий кінь · g5 білий слон · a4 білий кінь · d4 білий пішак · e4 чорний король · h3 білий слон · h1 білий король | e6 білий пішак · d5 чорний ферзь · e5 білий кінь · g5 білий слон · a4 білий кінь · d4 білий пішак · e4 чорний король · h3 білий слон · h1 білий король | e6 білий пішак · d5 чорний ферзь · e5 білий кінь · g5 білий слон · a4 білий кінь · d4 білий пішак · e4 чорний король · h3 білий слон · h1 білий король | e6 білий пішак · d5 чорний ферзь · e5 білий кінь · g5 білий слон · a4 білий кінь · d4 білий пішак · e4 чорний король · h3 білий слон · h1 білий король | e6 білий пішак · d5 чорний ферзь · e5 білий кінь · g5 білий слон · a4 білий кінь · d4 білий пішак · e4 чорний король · h3 білий слон · h1 білий король | 4 |
| 3 | e6 білий пішак · d5 чорний ферзь · e5 білий кінь · g5 білий слон · a4 білий кінь · d4 білий пішак · e4 чорний король · h3 білий слон · h1 білий король | e6 білий пішак · d5 чорний ферзь · e5 білий кінь · g5 білий слон · a4 білий кінь · d4 білий пішак · e4 чорний король · h3 білий слон · h1 білий король | e6 білий пішак · d5 чорний ферзь · e5 білий кінь · g5 білий слон · a4 білий кінь · d4 білий пішак · e4 чорний король · h3 білий слон · h1 білий король | e6 білий пішак · d5 чорний ферзь · e5 білий кінь · g5 білий слон · a4 білий кінь · d4 білий пішак · e4 чорний король · h3 білий слон · h1 білий король | e6 білий пішак · d5 чорний ферзь · e5 білий кінь · g5 білий слон · a4 білий кінь · d4 білий пішак · e4 чорний король · h3 білий слон · h1 білий король | e6 білий пішак · d5 чорний ферзь · e5 білий кінь · g5 білий слон · a4 білий кінь · d4 білий пішак · e4 чорний король · h3 білий слон · h1 білий король | e6 білий пішак · d5 чорний ферзь · e5 білий кінь · g5 білий слон · a4 білий кінь · d4 білий пішак · e4 чорний король · h3 білий слон · h1 білий король | e6 білий пішак · d5 чорний ферзь · e5 білий кінь · g5 білий слон · a4 білий кінь · d4 білий пішак · e4 чорний король · h3 білий слон · h1 білий король | 3 |
| 2 | e6 білий пішак · d5 чорний ферзь · e5 білий кінь · g5 білий слон · a4 білий кінь · d4 білий пішак · e4 чорний король · h3 білий слон · h1 білий король | e6 білий пішак · d5 чорний ферзь · e5 білий кінь · g5 білий слон · a4 білий кінь · d4 білий пішак · e4 чорний король · h3 білий слон · h1 білий король | e6 білий пішак · d5 чорний ферзь · e5 білий кінь · g5 білий слон · a4 білий кінь · d4 білий пішак · e4 чорний король · h3 білий слон · h1 білий король | e6 білий пішак · d5 чорний ферзь · e5 білий кінь · g5 білий слон · a4 білий кінь · d4 білий пішак · e4 чорний король · h3 білий слон · h1 білий король | e6 білий пішак · d5 чорний ферзь · e5 білий кінь · g5 білий слон · a4 білий кінь · d4 білий пішак · e4 чорний король · h3 білий слон · h1 білий король | e6 білий пішак · d5 чорний ферзь · e5 білий кінь · g5 білий слон · a4 білий кінь · d4 білий пішак · e4 чорний король · h3 білий слон · h1 білий король | e6 білий пішак · d5 чорний ферзь · e5 білий кінь · g5 білий слон · a4 білий кінь · d4 білий пішак · e4 чорний король · h3 білий слон · h1 білий король | e6 білий пішак · d5 чорний ферзь · e5 білий кінь · g5 білий слон · a4 білий кінь · d4 білий пішак · e4 чорний король · h3 білий слон · h1 білий король | 2 |
| 1 | e6 білий пішак · d5 чорний ферзь · e5 білий кінь · g5 білий слон · a4 білий кінь · d4 білий пішак · e4 чорний король · h3 білий слон · h1 білий король | e6 білий пішак · d5 чорний ферзь · e5 білий кінь · g5 білий слон · a4 білий кінь · d4 білий пішак · e4 чорний король · h3 білий слон · h1 білий король | e6 білий пішак · d5 чорний ферзь · e5 білий кінь · g5 білий слон · a4 білий кінь · d4 білий пішак · e4 чорний король · h3 білий слон · h1 білий король | e6 білий пішак · d5 чорний ферзь · e5 білий кінь · g5 білий слон · a4 білий кінь · d4 білий пішак · e4 чорний король · h3 білий слон · h1 білий король | e6 білий пішак · d5 чорний ферзь · e5 білий кінь · g5 білий слон · a4 білий кінь · d4 білий пішак · e4 чорний король · h3 білий слон · h1 білий король | e6 білий пішак · d5 чорний ферзь · e5 білий кінь · g5 білий слон · a4 білий кінь · d4 білий пішак · e4 чорний король · h3 білий слон · h1 білий король | e6 білий пішак · d5 чорний ферзь · e5 білий кінь · g5 білий слон · a4 білий кінь · d4 білий пішак · e4 чорний король · h3 білий слон · h1 білий король | e6 білий пішак · d5 чорний ферзь · e5 білий кінь · g5 білий слон · a4 білий кінь · d4 білий пішак · e4 чорний король · h3 білий слон · h1 білий король | 1 |
|   | a | b | c | d | e | f | g | h |   |

FEN: 8/8/4P3/3qN1B1/N2Pk3/7B/8/7K
b) a1=a8

a) 1.Qd6 Be3    2.Kd5 Sc3#
b) 1.Qd6 Be3+ 2.Kxd5 Sc3#

На перший погляд розв'язки обох близнюків ідентичні, але насправді в кожному близнюку грає інша пара білих фігур. Це відбувається завдяки повороту позиції, внаслідок чого білі пішаки контролюють інші поля і виникає інша матова картина, але, що цікаво, записи ходів в короткій анотації абсолютно ідентичні в обох близнюках.
Це була перша публікація ідеї. Завдяки своїй новизні ця задача була включена до поточного альбому FIDE під № 560.
|   | a | b | c | d | e | f | g | h |   |
| 8 | e8 білий слон · h8 білий король · d5 чорний король · f5 білий пішак · c4 чорний слон · a3 чорний слон · d3 білий кінь · e2 білий пішак · e1 білий слон | e8 білий слон · h8 білий король · d5 чорний король · f5 білий пішак · c4 чорний слон · a3 чорний слон · d3 білий кінь · e2 білий пішак · e1 білий слон | e8 білий слон · h8 білий король · d5 чорний король · f5 білий пішак · c4 чорний слон · a3 чорний слон · d3 білий кінь · e2 білий пішак · e1 білий слон | e8 білий слон · h8 білий король · d5 чорний король · f5 білий пішак · c4 чорний слон · a3 чорний слон · d3 білий кінь · e2 білий пішак · e1 білий слон | e8 білий слон · h8 білий король · d5 чорний король · f5 білий пішак · c4 чорний слон · a3 чорний слон · d3 білий кінь · e2 білий пішак · e1 білий слон | e8 білий слон · h8 білий король · d5 чорний король · f5 білий пішак · c4 чорний слон · a3 чорний слон · d3 білий кінь · e2 білий пішак · e1 білий слон | e8 білий слон · h8 білий король · d5 чорний король · f5 білий пішак · c4 чорний слон · a3 чорний слон · d3 білий кінь · e2 білий пішак · e1 білий слон | e8 білий слон · h8 білий король · d5 чорний король · f5 білий пішак · c4 чорний слон · a3 чорний слон · d3 білий кінь · e2 білий пішак · e1 білий слон | 8 |
| 7 | e8 білий слон · h8 білий король · d5 чорний король · f5 білий пішак · c4 чорний слон · a3 чорний слон · d3 білий кінь · e2 білий пішак · e1 білий слон | e8 білий слон · h8 білий король · d5 чорний король · f5 білий пішак · c4 чорний слон · a3 чорний слон · d3 білий кінь · e2 білий пішак · e1 білий слон | e8 білий слон · h8 білий король · d5 чорний король · f5 білий пішак · c4 чорний слон · a3 чорний слон · d3 білий кінь · e2 білий пішак · e1 білий слон | e8 білий слон · h8 білий король · d5 чорний король · f5 білий пішак · c4 чорний слон · a3 чорний слон · d3 білий кінь · e2 білий пішак · e1 білий слон | e8 білий слон · h8 білий король · d5 чорний король · f5 білий пішак · c4 чорний слон · a3 чорний слон · d3 білий кінь · e2 білий пішак · e1 білий слон | e8 білий слон · h8 білий король · d5 чорний король · f5 білий пішак · c4 чорний слон · a3 чорний слон · d3 білий кінь · e2 білий пішак · e1 білий слон | e8 білий слон · h8 білий король · d5 чорний король · f5 білий пішак · c4 чорний слон · a3 чорний слон · d3 білий кінь · e2 білий пішак · e1 білий слон | e8 білий слон · h8 білий король · d5 чорний король · f5 білий пішак · c4 чорний слон · a3 чорний слон · d3 білий кінь · e2 білий пішак · e1 білий слон | 7 |
| 6 | e8 білий слон · h8 білий король · d5 чорний король · f5 білий пішак · c4 чорний слон · a3 чорний слон · d3 білий кінь · e2 білий пішак · e1 білий слон | e8 білий слон · h8 білий король · d5 чорний король · f5 білий пішак · c4 чорний слон · a3 чорний слон · d3 білий кінь · e2 білий пішак · e1 білий слон | e8 білий слон · h8 білий король · d5 чорний король · f5 білий пішак · c4 чорний слон · a3 чорний слон · d3 білий кінь · e2 білий пішак · e1 білий слон | e8 білий слон · h8 білий король · d5 чорний король · f5 білий пішак · c4 чорний слон · a3 чорний слон · d3 білий кінь · e2 білий пішак · e1 білий слон | e8 білий слон · h8 білий король · d5 чорний король · f5 білий пішак · c4 чорний слон · a3 чорний слон · d3 білий кінь · e2 білий пішак · e1 білий слон | e8 білий слон · h8 білий король · d5 чорний король · f5 білий пішак · c4 чорний слон · a3 чорний слон · d3 білий кінь · e2 білий пішак · e1 білий слон | e8 білий слон · h8 білий король · d5 чорний король · f5 білий пішак · c4 чорний слон · a3 чорний слон · d3 білий кінь · e2 білий пішак · e1 білий слон | e8 білий слон · h8 білий король · d5 чорний король · f5 білий пішак · c4 чорний слон · a3 чорний слон · d3 білий кінь · e2 білий пішак · e1 білий слон | 6 |
| 5 | e8 білий слон · h8 білий король · d5 чорний король · f5 білий пішак · c4 чорний слон · a3 чорний слон · d3 білий кінь · e2 білий пішак · e1 білий слон | e8 білий слон · h8 білий король · d5 чорний король · f5 білий пішак · c4 чорний слон · a3 чорний слон · d3 білий кінь · e2 білий пішак · e1 білий слон | e8 білий слон · h8 білий король · d5 чорний король · f5 білий пішак · c4 чорний слон · a3 чорний слон · d3 білий кінь · e2 білий пішак · e1 білий слон | e8 білий слон · h8 білий король · d5 чорний король · f5 білий пішак · c4 чорний слон · a3 чорний слон · d3 білий кінь · e2 білий пішак · e1 білий слон | e8 білий слон · h8 білий король · d5 чорний король · f5 білий пішак · c4 чорний слон · a3 чорний слон · d3 білий кінь · e2 білий пішак · e1 білий слон | e8 білий слон · h8 білий король · d5 чорний король · f5 білий пішак · c4 чорний слон · a3 чорний слон · d3 білий кінь · e2 білий пішак · e1 білий слон | e8 білий слон · h8 білий король · d5 чорний король · f5 білий пішак · c4 чорний слон · a3 чорний слон · d3 білий кінь · e2 білий пішак · e1 білий слон | e8 білий слон · h8 білий король · d5 чорний король · f5 білий пішак · c4 чорний слон · a3 чорний слон · d3 білий кінь · e2 білий пішак · e1 білий слон | 5 |
| 4 | e8 білий слон · h8 білий король · d5 чорний король · f5 білий пішак · c4 чорний слон · a3 чорний слон · d3 білий кінь · e2 білий пішак · e1 білий слон | e8 білий слон · h8 білий король · d5 чорний король · f5 білий пішак · c4 чорний слон · a3 чорний слон · d3 білий кінь · e2 білий пішак · e1 білий слон | e8 білий слон · h8 білий король · d5 чорний король · f5 білий пішак · c4 чорний слон · a3 чорний слон · d3 білий кінь · e2 білий пішак · e1 білий слон | e8 білий слон · h8 білий король · d5 чорний король · f5 білий пішак · c4 чорний слон · a3 чорний слон · d3 білий кінь · e2 білий пішак · e1 білий слон | e8 білий слон · h8 білий король · d5 чорний король · f5 білий пішак · c4 чорний слон · a3 чорний слон · d3 білий кінь · e2 білий пішак · e1 білий слон | e8 білий слон · h8 білий король · d5 чорний король · f5 білий пішак · c4 чорний слон · a3 чорний слон · d3 білий кінь · e2 білий пішак · e1 білий слон | e8 білий слон · h8 білий король · d5 чорний король · f5 білий пішак · c4 чорний слон · a3 чорний слон · d3 білий кінь · e2 білий пішак · e1 білий слон | e8 білий слон · h8 білий король · d5 чорний король · f5 білий пішак · c4 чорний слон · a3 чорний слон · d3 білий кінь · e2 білий пішак · e1 білий слон | 4 |
| 3 | e8 білий слон · h8 білий король · d5 чорний король · f5 білий пішак · c4 чорний слон · a3 чорний слон · d3 білий кінь · e2 білий пішак · e1 білий слон | e8 білий слон · h8 білий король · d5 чорний король · f5 білий пішак · c4 чорний слон · a3 чорний слон · d3 білий кінь · e2 білий пішак · e1 білий слон | e8 білий слон · h8 білий король · d5 чорний король · f5 білий пішак · c4 чорний слон · a3 чорний слон · d3 білий кінь · e2 білий пішак · e1 білий слон | e8 білий слон · h8 білий король · d5 чорний король · f5 білий пішак · c4 чорний слон · a3 чорний слон · d3 білий кінь · e2 білий пішак · e1 білий слон | e8 білий слон · h8 білий король · d5 чорний король · f5 білий пішак · c4 чорний слон · a3 чорний слон · d3 білий кінь · e2 білий пішак · e1 білий слон | e8 білий слон · h8 білий король · d5 чорний король · f5 білий пішак · c4 чорний слон · a3 чорний слон · d3 білий кінь · e2 білий пішак · e1 білий слон | e8 білий слон · h8 білий король · d5 чорний король · f5 білий пішак · c4 чорний слон · a3 чорний слон · d3 білий кінь · e2 білий пішак · e1 білий слон | e8 білий слон · h8 білий король · d5 чорний король · f5 білий пішак · c4 чорний слон · a3 чорний слон · d3 білий кінь · e2 білий пішак · e1 білий слон | 3 |
| 2 | e8 білий слон · h8 білий король · d5 чорний король · f5 білий пішак · c4 чорний слон · a3 чорний слон · d3 білий кінь · e2 білий пішак · e1 білий слон | e8 білий слон · h8 білий король · d5 чорний король · f5 білий пішак · c4 чорний слон · a3 чорний слон · d3 білий кінь · e2 білий пішак · e1 білий слон | e8 білий слон · h8 білий король · d5 чорний король · f5 білий пішак · c4 чорний слон · a3 чорний слон · d3 білий кінь · e2 білий пішак · e1 білий слон | e8 білий слон · h8 білий король · d5 чорний король · f5 білий пішак · c4 чорний слон · a3 чорний слон · d3 білий кінь · e2 білий пішак · e1 білий слон | e8 білий слон · h8 білий король · d5 чорний король · f5 білий пішак · c4 чорний слон · a3 чорний слон · d3 білий кінь · e2 білий пішак · e1 білий слон | e8 білий слон · h8 білий король · d5 чорний король · f5 білий пішак · c4 чорний слон · a3 чорний слон · d3 білий кінь · e2 білий пішак · e1 білий слон | e8 білий слон · h8 білий король · d5 чорний король · f5 білий пішак · c4 чорний слон · a3 чорний слон · d3 білий кінь · e2 білий пішак · e1 білий слон | e8 білий слон · h8 білий король · d5 чорний король · f5 білий пішак · c4 чорний слон · a3 чорний слон · d3 білий кінь · e2 білий пішак · e1 білий слон | 2 |
| 1 | e8 білий слон · h8 білий король · d5 чорний король · f5 білий пішак · c4 чорний слон · a3 чорний слон · d3 білий кінь · e2 білий пішак · e1 білий слон | e8 білий слон · h8 білий король · d5 чорний король · f5 білий пішак · c4 чорний слон · a3 чорний слон · d3 білий кінь · e2 білий пішак · e1 білий слон | e8 білий слон · h8 білий король · d5 чорний король · f5 білий пішак · c4 чорний слон · a3 чорний слон · d3 білий кінь · e2 білий пішак · e1 білий слон | e8 білий слон · h8 білий король · d5 чорний король · f5 білий пішак · c4 чорний слон · a3 чорний слон · d3 білий кінь · e2 білий пішак · e1 білий слон | e8 білий слон · h8 білий король · d5 чорний король · f5 білий пішак · c4 чорний слон · a3 чорний слон · d3 білий кінь · e2 білий пішак · e1 білий слон | e8 білий слон · h8 білий король · d5 чорний король · f5 білий пішак · c4 чорний слон · a3 чорний слон · d3 білий кінь · e2 білий пішак · e1 білий слон | e8 білий слон · h8 білий король · d5 чорний король · f5 білий пішак · c4 чорний слон · a3 чорний слон · d3 білий кінь · e2 білий пішак · e1 білий слон | e8 білий слон · h8 білий король · d5 чорний король · f5 білий пішак · c4 чорний слон · a3 чорний слон · d3 білий кінь · e2 білий пішак · e1 білий слон | 1 |
|   | a | b | c | d | e | f | g | h |   |

FEN: 4B2K/8/8/3k1P2/2b5/b2N4/4P3/4B3
b) a1=a8

a) 1.Be7 e4+ 2.Kd6 Bg3#

b) 1.Be7 e4  2.Kd6 Bg3#
При однаковому записі ходів розв'язку задачі в першому близнюку ходять одні білі слон, пішак і чорний слон, а в другому близнюку ходять інші такі ж білі фігури й інший чорний слон.  

## Триходова форма ідеї
|   | a | b | c | d | e | f | g | h |   |
| 8 | a8 чорний кінь · e7 чорний ферзь · f7 чорна тура · b6 чорна тура · d6 чорний король · h6 чорний слон · b5 чорний пішак · e5 білий слон · f4 білий пішак · c3 чорний пішак · d3 білий пішак · f3 білий слон · g3 чорний пішак · g2 чорний пішак · h2 чорний кінь · f1 чорний слон · g1 білий король | a8 чорний кінь · e7 чорний ферзь · f7 чорна тура · b6 чорна тура · d6 чорний король · h6 чорний слон · b5 чорний пішак · e5 білий слон · f4 білий пішак · c3 чорний пішак · d3 білий пішак · f3 білий слон · g3 чорний пішак · g2 чорний пішак · h2 чорний кінь · f1 чорний слон · g1 білий король | a8 чорний кінь · e7 чорний ферзь · f7 чорна тура · b6 чорна тура · d6 чорний король · h6 чорний слон · b5 чорний пішак · e5 білий слон · f4 білий пішак · c3 чорний пішак · d3 білий пішак · f3 білий слон · g3 чорний пішак · g2 чорний пішак · h2 чорний кінь · f1 чорний слон · g1 білий король | a8 чорний кінь · e7 чорний ферзь · f7 чорна тура · b6 чорна тура · d6 чорний король · h6 чорний слон · b5 чорний пішак · e5 білий слон · f4 білий пішак · c3 чорний пішак · d3 білий пішак · f3 білий слон · g3 чорний пішак · g2 чорний пішак · h2 чорний кінь · f1 чорний слон · g1 білий король | a8 чорний кінь · e7 чорний ферзь · f7 чорна тура · b6 чорна тура · d6 чорний король · h6 чорний слон · b5 чорний пішак · e5 білий слон · f4 білий пішак · c3 чорний пішак · d3 білий пішак · f3 білий слон · g3 чорний пішак · g2 чорний пішак · h2 чорний кінь · f1 чорний слон · g1 білий король | a8 чорний кінь · e7 чорний ферзь · f7 чорна тура · b6 чорна тура · d6 чорний король · h6 чорний слон · b5 чорний пішак · e5 білий слон · f4 білий пішак · c3 чорний пішак · d3 білий пішак · f3 білий слон · g3 чорний пішак · g2 чорний пішак · h2 чорний кінь · f1 чорний слон · g1 білий король | a8 чорний кінь · e7 чорний ферзь · f7 чорна тура · b6 чорна тура · d6 чорний король · h6 чорний слон · b5 чорний пішак · e5 білий слон · f4 білий пішак · c3 чорний пішак · d3 білий пішак · f3 білий слон · g3 чорний пішак · g2 чорний пішак · h2 чорний кінь · f1 чорний слон · g1 білий король | a8 чорний кінь · e7 чорний ферзь · f7 чорна тура · b6 чорна тура · d6 чорний король · h6 чорний слон · b5 чорний пішак · e5 білий слон · f4 білий пішак · c3 чорний пішак · d3 білий пішак · f3 білий слон · g3 чорний пішак · g2 чорний пішак · h2 чорний кінь · f1 чорний слон · g1 білий король | 8 |
| 7 | a8 чорний кінь · e7 чорний ферзь · f7 чорна тура · b6 чорна тура · d6 чорний король · h6 чорний слон · b5 чорний пішак · e5 білий слон · f4 білий пішак · c3 чорний пішак · d3 білий пішак · f3 білий слон · g3 чорний пішак · g2 чорний пішак · h2 чорний кінь · f1 чорний слон · g1 білий король | a8 чорний кінь · e7 чорний ферзь · f7 чорна тура · b6 чорна тура · d6 чорний король · h6 чорний слон · b5 чорний пішак · e5 білий слон · f4 білий пішак · c3 чорний пішак · d3 білий пішак · f3 білий слон · g3 чорний пішак · g2 чорний пішак · h2 чорний кінь · f1 чорний слон · g1 білий король | a8 чорний кінь · e7 чорний ферзь · f7 чорна тура · b6 чорна тура · d6 чорний король · h6 чорний слон · b5 чорний пішак · e5 білий слон · f4 білий пішак · c3 чорний пішак · d3 білий пішак · f3 білий слон · g3 чорний пішак · g2 чорний пішак · h2 чорний кінь · f1 чорний слон · g1 білий король | a8 чорний кінь · e7 чорний ферзь · f7 чорна тура · b6 чорна тура · d6 чорний король · h6 чорний слон · b5 чорний пішак · e5 білий слон · f4 білий пішак · c3 чорний пішак · d3 білий пішак · f3 білий слон · g3 чорний пішак · g2 чорний пішак · h2 чорний кінь · f1 чорний слон · g1 білий король | a8 чорний кінь · e7 чорний ферзь · f7 чорна тура · b6 чорна тура · d6 чорний король · h6 чорний слон · b5 чорний пішак · e5 білий слон · f4 білий пішак · c3 чорний пішак · d3 білий пішак · f3 білий слон · g3 чорний пішак · g2 чорний пішак · h2 чорний кінь · f1 чорний слон · g1 білий король | a8 чорний кінь · e7 чорний ферзь · f7 чорна тура · b6 чорна тура · d6 чорний король · h6 чорний слон · b5 чорний пішак · e5 білий слон · f4 білий пішак · c3 чорний пішак · d3 білий пішак · f3 білий слон · g3 чорний пішак · g2 чорний пішак · h2 чорний кінь · f1 чорний слон · g1 білий король | a8 чорний кінь · e7 чорний ферзь · f7 чорна тура · b6 чорна тура · d6 чорний король · h6 чорний слон · b5 чорний пішак · e5 білий слон · f4 білий пішак · c3 чорний пішак · d3 білий пішак · f3 білий слон · g3 чорний пішак · g2 чорний пішак · h2 чорний кінь · f1 чорний слон · g1 білий король | a8 чорний кінь · e7 чорний ферзь · f7 чорна тура · b6 чорна тура · d6 чорний король · h6 чорний слон · b5 чорний пішак · e5 білий слон · f4 білий пішак · c3 чорний пішак · d3 білий пішак · f3 білий слон · g3 чорний пішак · g2 чорний пішак · h2 чорний кінь · f1 чорний слон · g1 білий король | 7 |
| 6 | a8 чорний кінь · e7 чорний ферзь · f7 чорна тура · b6 чорна тура · d6 чорний король · h6 чорний слон · b5 чорний пішак · e5 білий слон · f4 білий пішак · c3 чорний пішак · d3 білий пішак · f3 білий слон · g3 чорний пішак · g2 чорний пішак · h2 чорний кінь · f1 чорний слон · g1 білий король | a8 чорний кінь · e7 чорний ферзь · f7 чорна тура · b6 чорна тура · d6 чорний король · h6 чорний слон · b5 чорний пішак · e5 білий слон · f4 білий пішак · c3 чорний пішак · d3 білий пішак · f3 білий слон · g3 чорний пішак · g2 чорний пішак · h2 чорний кінь · f1 чорний слон · g1 білий король | a8 чорний кінь · e7 чорний ферзь · f7 чорна тура · b6 чорна тура · d6 чорний король · h6 чорний слон · b5 чорний пішак · e5 білий слон · f4 білий пішак · c3 чорний пішак · d3 білий пішак · f3 білий слон · g3 чорний пішак · g2 чорний пішак · h2 чорний кінь · f1 чорний слон · g1 білий король | a8 чорний кінь · e7 чорний ферзь · f7 чорна тура · b6 чорна тура · d6 чорний король · h6 чорний слон · b5 чорний пішак · e5 білий слон · f4 білий пішак · c3 чорний пішак · d3 білий пішак · f3 білий слон · g3 чорний пішак · g2 чорний пішак · h2 чорний кінь · f1 чорний слон · g1 білий король | a8 чорний кінь · e7 чорний ферзь · f7 чорна тура · b6 чорна тура · d6 чорний король · h6 чорний слон · b5 чорний пішак · e5 білий слон · f4 білий пішак · c3 чорний пішак · d3 білий пішак · f3 білий слон · g3 чорний пішак · g2 чорний пішак · h2 чорний кінь · f1 чорний слон · g1 білий король | a8 чорний кінь · e7 чорний ферзь · f7 чорна тура · b6 чорна тура · d6 чорний король · h6 чорний слон · b5 чорний пішак · e5 білий слон · f4 білий пішак · c3 чорний пішак · d3 білий пішак · f3 білий слон · g3 чорний пішак · g2 чорний пішак · h2 чорний кінь · f1 чорний слон · g1 білий король | a8 чорний кінь · e7 чорний ферзь · f7 чорна тура · b6 чорна тура · d6 чорний король · h6 чорний слон · b5 чорний пішак · e5 білий слон · f4 білий пішак · c3 чорний пішак · d3 білий пішак · f3 білий слон · g3 чорний пішак · g2 чорний пішак · h2 чорний кінь · f1 чорний слон · g1 білий король | a8 чорний кінь · e7 чорний ферзь · f7 чорна тура · b6 чорна тура · d6 чорний король · h6 чорний слон · b5 чорний пішак · e5 білий слон · f4 білий пішак · c3 чорний пішак · d3 білий пішак · f3 білий слон · g3 чорний пішак · g2 чорний пішак · h2 чорний кінь · f1 чорний слон · g1 білий король | 6 |
| 5 | a8 чорний кінь · e7 чорний ферзь · f7 чорна тура · b6 чорна тура · d6 чорний король · h6 чорний слон · b5 чорний пішак · e5 білий слон · f4 білий пішак · c3 чорний пішак · d3 білий пішак · f3 білий слон · g3 чорний пішак · g2 чорний пішак · h2 чорний кінь · f1 чорний слон · g1 білий король | a8 чорний кінь · e7 чорний ферзь · f7 чорна тура · b6 чорна тура · d6 чорний король · h6 чорний слон · b5 чорний пішак · e5 білий слон · f4 білий пішак · c3 чорний пішак · d3 білий пішак · f3 білий слон · g3 чорний пішак · g2 чорний пішак · h2 чорний кінь · f1 чорний слон · g1 білий король | a8 чорний кінь · e7 чорний ферзь · f7 чорна тура · b6 чорна тура · d6 чорний король · h6 чорний слон · b5 чорний пішак · e5 білий слон · f4 білий пішак · c3 чорний пішак · d3 білий пішак · f3 білий слон · g3 чорний пішак · g2 чорний пішак · h2 чорний кінь · f1 чорний слон · g1 білий король | a8 чорний кінь · e7 чорний ферзь · f7 чорна тура · b6 чорна тура · d6 чорний король · h6 чорний слон · b5 чорний пішак · e5 білий слон · f4 білий пішак · c3 чорний пішак · d3 білий пішак · f3 білий слон · g3 чорний пішак · g2 чорний пішак · h2 чорний кінь · f1 чорний слон · g1 білий король | a8 чорний кінь · e7 чорний ферзь · f7 чорна тура · b6 чорна тура · d6 чорний король · h6 чорний слон · b5 чорний пішак · e5 білий слон · f4 білий пішак · c3 чорний пішак · d3 білий пішак · f3 білий слон · g3 чорний пішак · g2 чорний пішак · h2 чорний кінь · f1 чорний слон · g1 білий король | a8 чорний кінь · e7 чорний ферзь · f7 чорна тура · b6 чорна тура · d6 чорний король · h6 чорний слон · b5 чорний пішак · e5 білий слон · f4 білий пішак · c3 чорний пішак · d3 білий пішак · f3 білий слон · g3 чорний пішак · g2 чорний пішак · h2 чорний кінь · f1 чорний слон · g1 білий король | a8 чорний кінь · e7 чорний ферзь · f7 чорна тура · b6 чорна тура · d6 чорний король · h6 чорний слон · b5 чорний пішак · e5 білий слон · f4 білий пішак · c3 чорний пішак · d3 білий пішак · f3 білий слон · g3 чорний пішак · g2 чорний пішак · h2 чорний кінь · f1 чорний слон · g1 білий король | a8 чорний кінь · e7 чорний ферзь · f7 чорна тура · b6 чорна тура · d6 чорний король · h6 чорний слон · b5 чорний пішак · e5 білий слон · f4 білий пішак · c3 чорний пішак · d3 білий пішак · f3 білий слон · g3 чорний пішак · g2 чорний пішак · h2 чорний кінь · f1 чорний слон · g1 білий король | 5 |
| 4 | a8 чорний кінь · e7 чорний ферзь · f7 чорна тура · b6 чорна тура · d6 чорний король · h6 чорний слон · b5 чорний пішак · e5 білий слон · f4 білий пішак · c3 чорний пішак · d3 білий пішак · f3 білий слон · g3 чорний пішак · g2 чорний пішак · h2 чорний кінь · f1 чорний слон · g1 білий король | a8 чорний кінь · e7 чорний ферзь · f7 чорна тура · b6 чорна тура · d6 чорний король · h6 чорний слон · b5 чорний пішак · e5 білий слон · f4 білий пішак · c3 чорний пішак · d3 білий пішак · f3 білий слон · g3 чорний пішак · g2 чорний пішак · h2 чорний кінь · f1 чорний слон · g1 білий король | a8 чорний кінь · e7 чорний ферзь · f7 чорна тура · b6 чорна тура · d6 чорний король · h6 чорний слон · b5 чорний пішак · e5 білий слон · f4 білий пішак · c3 чорний пішак · d3 білий пішак · f3 білий слон · g3 чорний пішак · g2 чорний пішак · h2 чорний кінь · f1 чорний слон · g1 білий король | a8 чорний кінь · e7 чорний ферзь · f7 чорна тура · b6 чорна тура · d6 чорний король · h6 чорний слон · b5 чорний пішак · e5 білий слон · f4 білий пішак · c3 чорний пішак · d3 білий пішак · f3 білий слон · g3 чорний пішак · g2 чорний пішак · h2 чорний кінь · f1 чорний слон · g1 білий король | a8 чорний кінь · e7 чорний ферзь · f7 чорна тура · b6 чорна тура · d6 чорний король · h6 чорний слон · b5 чорний пішак · e5 білий слон · f4 білий пішак · c3 чорний пішак · d3 білий пішак · f3 білий слон · g3 чорний пішак · g2 чорний пішак · h2 чорний кінь · f1 чорний слон · g1 білий король | a8 чорний кінь · e7 чорний ферзь · f7 чорна тура · b6 чорна тура · d6 чорний король · h6 чорний слон · b5 чорний пішак · e5 білий слон · f4 білий пішак · c3 чорний пішак · d3 білий пішак · f3 білий слон · g3 чорний пішак · g2 чорний пішак · h2 чорний кінь · f1 чорний слон · g1 білий король | a8 чорний кінь · e7 чорний ферзь · f7 чорна тура · b6 чорна тура · d6 чорний король · h6 чорний слон · b5 чорний пішак · e5 білий слон · f4 білий пішак · c3 чорний пішак · d3 білий пішак · f3 білий слон · g3 чорний пішак · g2 чорний пішак · h2 чорний кінь · f1 чорний слон · g1 білий король | a8 чорний кінь · e7 чорний ферзь · f7 чорна тура · b6 чорна тура · d6 чорний король · h6 чорний слон · b5 чорний пішак · e5 білий слон · f4 білий пішак · c3 чорний пішак · d3 білий пішак · f3 білий слон · g3 чорний пішак · g2 чорний пішак · h2 чорний кінь · f1 чорний слон · g1 білий король | 4 |
| 3 | a8 чорний кінь · e7 чорний ферзь · f7 чорна тура · b6 чорна тура · d6 чорний король · h6 чорний слон · b5 чорний пішак · e5 білий слон · f4 білий пішак · c3 чорний пішак · d3 білий пішак · f3 білий слон · g3 чорний пішак · g2 чорний пішак · h2 чорний кінь · f1 чорний слон · g1 білий король | a8 чорний кінь · e7 чорний ферзь · f7 чорна тура · b6 чорна тура · d6 чорний король · h6 чорний слон · b5 чорний пішак · e5 білий слон · f4 білий пішак · c3 чорний пішак · d3 білий пішак · f3 білий слон · g3 чорний пішак · g2 чорний пішак · h2 чорний кінь · f1 чорний слон · g1 білий король | a8 чорний кінь · e7 чорний ферзь · f7 чорна тура · b6 чорна тура · d6 чорний король · h6 чорний слон · b5 чорний пішак · e5 білий слон · f4 білий пішак · c3 чорний пішак · d3 білий пішак · f3 білий слон · g3 чорний пішак · g2 чорний пішак · h2 чорний кінь · f1 чорний слон · g1 білий король | a8 чорний кінь · e7 чорний ферзь · f7 чорна тура · b6 чорна тура · d6 чорний король · h6 чорний слон · b5 чорний пішак · e5 білий слон · f4 білий пішак · c3 чорний пішак · d3 білий пішак · f3 білий слон · g3 чорний пішак · g2 чорний пішак · h2 чорний кінь · f1 чорний слон · g1 білий король | a8 чорний кінь · e7 чорний ферзь · f7 чорна тура · b6 чорна тура · d6 чорний король · h6 чорний слон · b5 чорний пішак · e5 білий слон · f4 білий пішак · c3 чорний пішак · d3 білий пішак · f3 білий слон · g3 чорний пішак · g2 чорний пішак · h2 чорний кінь · f1 чорний слон · g1 білий король | a8 чорний кінь · e7 чорний ферзь · f7 чорна тура · b6 чорна тура · d6 чорний король · h6 чорний слон · b5 чорний пішак · e5 білий слон · f4 білий пішак · c3 чорний пішак · d3 білий пішак · f3 білий слон · g3 чорний пішак · g2 чорний пішак · h2 чорний кінь · f1 чорний слон · g1 білий король | a8 чорний кінь · e7 чорний ферзь · f7 чорна тура · b6 чорна тура · d6 чорний король · h6 чорний слон · b5 чорний пішак · e5 білий слон · f4 білий пішак · c3 чорний пішак · d3 білий пішак · f3 білий слон · g3 чорний пішак · g2 чорний пішак · h2 чорний кінь · f1 чорний слон · g1 білий король | a8 чорний кінь · e7 чорний ферзь · f7 чорна тура · b6 чорна тура · d6 чорний король · h6 чорний слон · b5 чорний пішак · e5 білий слон · f4 білий пішак · c3 чорний пішак · d3 білий пішак · f3 білий слон · g3 чорний пішак · g2 чорний пішак · h2 чорний кінь · f1 чорний слон · g1 білий король | 3 |
| 2 | a8 чорний кінь · e7 чорний ферзь · f7 чорна тура · b6 чорна тура · d6 чорний король · h6 чорний слон · b5 чорний пішак · e5 білий слон · f4 білий пішак · c3 чорний пішак · d3 білий пішак · f3 білий слон · g3 чорний пішак · g2 чорний пішак · h2 чорний кінь · f1 чорний слон · g1 білий король | a8 чорний кінь · e7 чорний ферзь · f7 чорна тура · b6 чорна тура · d6 чорний король · h6 чорний слон · b5 чорний пішак · e5 білий слон · f4 білий пішак · c3 чорний пішак · d3 білий пішак · f3 білий слон · g3 чорний пішак · g2 чорний пішак · h2 чорний кінь · f1 чорний слон · g1 білий король | a8 чорний кінь · e7 чорний ферзь · f7 чорна тура · b6 чорна тура · d6 чорний король · h6 чорний слон · b5 чорний пішак · e5 білий слон · f4 білий пішак · c3 чорний пішак · d3 білий пішак · f3 білий слон · g3 чорний пішак · g2 чорний пішак · h2 чорний кінь · f1 чорний слон · g1 білий король | a8 чорний кінь · e7 чорний ферзь · f7 чорна тура · b6 чорна тура · d6 чорний король · h6 чорний слон · b5 чорний пішак · e5 білий слон · f4 білий пішак · c3 чорний пішак · d3 білий пішак · f3 білий слон · g3 чорний пішак · g2 чорний пішак · h2 чорний кінь · f1 чорний слон · g1 білий король | a8 чорний кінь · e7 чорний ферзь · f7 чорна тура · b6 чорна тура · d6 чорний король · h6 чорний слон · b5 чорний пішак · e5 білий слон · f4 білий пішак · c3 чорний пішак · d3 білий пішак · f3 білий слон · g3 чорний пішак · g2 чорний пішак · h2 чорний кінь · f1 чорний слон · g1 білий король | a8 чорний кінь · e7 чорний ферзь · f7 чорна тура · b6 чорна тура · d6 чорний король · h6 чорний слон · b5 чорний пішак · e5 білий слон · f4 білий пішак · c3 чорний пішак · d3 білий пішак · f3 білий слон · g3 чорний пішак · g2 чорний пішак · h2 чорний кінь · f1 чорний слон · g1 білий король | a8 чорний кінь · e7 чорний ферзь · f7 чорна тура · b6 чорна тура · d6 чорний король · h6 чорний слон · b5 чорний пішак · e5 білий слон · f4 білий пішак · c3 чорний пішак · d3 білий пішак · f3 білий слон · g3 чорний пішак · g2 чорний пішак · h2 чорний кінь · f1 чорний слон · g1 білий король | a8 чорний кінь · e7 чорний ферзь · f7 чорна тура · b6 чорна тура · d6 чорний король · h6 чорний слон · b5 чорний пішак · e5 білий слон · f4 білий пішак · c3 чорний пішак · d3 білий пішак · f3 білий слон · g3 чорний пішак · g2 чорний пішак · h2 чорний кінь · f1 чорний слон · g1 білий король | 2 |
| 1 | a8 чорний кінь · e7 чорний ферзь · f7 чорна тура · b6 чорна тура · d6 чорний король · h6 чорний слон · b5 чорний пішак · e5 білий слон · f4 білий пішак · c3 чорний пішак · d3 білий пішак · f3 білий слон · g3 чорний пішак · g2 чорний пішак · h2 чорний кінь · f1 чорний слон · g1 білий король | a8 чорний кінь · e7 чорний ферзь · f7 чорна тура · b6 чорна тура · d6 чорний король · h6 чорний слон · b5 чорний пішак · e5 білий слон · f4 білий пішак · c3 чорний пішак · d3 білий пішак · f3 білий слон · g3 чорний пішак · g2 чорний пішак · h2 чорний кінь · f1 чорний слон · g1 білий король | a8 чорний кінь · e7 чорний ферзь · f7 чорна тура · b6 чорна тура · d6 чорний король · h6 чорний слон · b5 чорний пішак · e5 білий слон · f4 білий пішак · c3 чорний пішак · d3 білий пішак · f3 білий слон · g3 чорний пішак · g2 чорний пішак · h2 чорний кінь · f1 чорний слон · g1 білий король | a8 чорний кінь · e7 чорний ферзь · f7 чорна тура · b6 чорна тура · d6 чорний король · h6 чорний слон · b5 чорний пішак · e5 білий слон · f4 білий пішак · c3 чорний пішак · d3 білий пішак · f3 білий слон · g3 чорний пішак · g2 чорний пішак · h2 чорний кінь · f1 чорний слон · g1 білий король | a8 чорний кінь · e7 чорний ферзь · f7 чорна тура · b6 чорна тура · d6 чорний король · h6 чорний слон · b5 чорний пішак · e5 білий слон · f4 білий пішак · c3 чорний пішак · d3 білий пішак · f3 білий слон · g3 чорний пішак · g2 чорний пішак · h2 чорний кінь · f1 чорний слон · g1 білий король | a8 чорний кінь · e7 чорний ферзь · f7 чорна тура · b6 чорна тура · d6 чорний король · h6 чорний слон · b5 чорний пішак · e5 білий слон · f4 білий пішак · c3 чорний пішак · d3 білий пішак · f3 білий слон · g3 чорний пішак · g2 чорний пішак · h2 чорний кінь · f1 чорний слон · g1 білий король | a8 чорний кінь · e7 чорний ферзь · f7 чорна тура · b6 чорна тура · d6 чорний король · h6 чорний слон · b5 чорний пішак · e5 білий слон · f4 білий пішак · c3 чорний пішак · d3 білий пішак · f3 білий слон · g3 чорний пішак · g2 чорний пішак · h2 чорний кінь · f1 чорний слон · g1 білий король | a8 чорний кінь · e7 чорний ферзь · f7 чорна тура · b6 чорна тура · d6 чорний король · h6 чорний слон · b5 чорний пішак · e5 білий слон · f4 білий пішак · c3 чорний пішак · d3 білий пішак · f3 білий слон · g3 чорний пішак · g2 чорний пішак · h2 чорний кінь · f1 чорний слон · g1 білий король | 1 |
|   | a | b | c | d | e | f | g | h |   |

FEN: n7/4qr2/1r1k3b/1p2B3/5P2/2pP1Bp1/6pn/5bK1
b) a1=a8

a) 1.Ke6! d4 2.Bd3 Bc6 3.Bf5 d5#
b) 1.Ke6! d4 2.Bd3 Bxc6 3.Bf5 d5#

На жаль в початковій позиції чорний король стоїть під шахом.

У своєму рішенні суддя конкурсу написав наступне: «... Єдина причина, чому не було присуджено 1-й приз, полягає в тому, що чорний король в початковому положенні стоїть під шахом».

На що Аттіла Бенедек у своїй книзі «Chess Problems», виданій у 2005 році в Будапешті написав так: «Це виправдовувалося складністю теми. Будь-хто, хто сумнівається, хай спробує, щоб представити цю тему в кооперативному маті в 3 ходи, щоб не стояв під шахом чорний король. У разі успіху я перший передам вітання.»
|   | a | b | c | d | e | f | g | h |   |
| 8 | f7 чорний пішак · b6 чорна тура · d6 чорний король · e6 чорний пішак · f6 білий пішак · b5 білий слон · c5 чорний пішак · g5 чорний пішак · a4 чорний кінь · b4 чорний пішак · c4 білий пішак · g4 чорний пішак · h4 білий слон · e3 чорний пішак · g3 білий пішак · a2 чорний кінь · c2 білий пішак · d1 білий король · g1 чорний слон | f7 чорний пішак · b6 чорна тура · d6 чорний король · e6 чорний пішак · f6 білий пішак · b5 білий слон · c5 чорний пішак · g5 чорний пішак · a4 чорний кінь · b4 чорний пішак · c4 білий пішак · g4 чорний пішак · h4 білий слон · e3 чорний пішак · g3 білий пішак · a2 чорний кінь · c2 білий пішак · d1 білий король · g1 чорний слон | f7 чорний пішак · b6 чорна тура · d6 чорний король · e6 чорний пішак · f6 білий пішак · b5 білий слон · c5 чорний пішак · g5 чорний пішак · a4 чорний кінь · b4 чорний пішак · c4 білий пішак · g4 чорний пішак · h4 білий слон · e3 чорний пішак · g3 білий пішак · a2 чорний кінь · c2 білий пішак · d1 білий король · g1 чорний слон | f7 чорний пішак · b6 чорна тура · d6 чорний король · e6 чорний пішак · f6 білий пішак · b5 білий слон · c5 чорний пішак · g5 чорний пішак · a4 чорний кінь · b4 чорний пішак · c4 білий пішак · g4 чорний пішак · h4 білий слон · e3 чорний пішак · g3 білий пішак · a2 чорний кінь · c2 білий пішак · d1 білий король · g1 чорний слон | f7 чорний пішак · b6 чорна тура · d6 чорний король · e6 чорний пішак · f6 білий пішак · b5 білий слон · c5 чорний пішак · g5 чорний пішак · a4 чорний кінь · b4 чорний пішак · c4 білий пішак · g4 чорний пішак · h4 білий слон · e3 чорний пішак · g3 білий пішак · a2 чорний кінь · c2 білий пішак · d1 білий король · g1 чорний слон | f7 чорний пішак · b6 чорна тура · d6 чорний король · e6 чорний пішак · f6 білий пішак · b5 білий слон · c5 чорний пішак · g5 чорний пішак · a4 чорний кінь · b4 чорний пішак · c4 білий пішак · g4 чорний пішак · h4 білий слон · e3 чорний пішак · g3 білий пішак · a2 чорний кінь · c2 білий пішак · d1 білий король · g1 чорний слон | f7 чорний пішак · b6 чорна тура · d6 чорний король · e6 чорний пішак · f6 білий пішак · b5 білий слон · c5 чорний пішак · g5 чорний пішак · a4 чорний кінь · b4 чорний пішак · c4 білий пішак · g4 чорний пішак · h4 білий слон · e3 чорний пішак · g3 білий пішак · a2 чорний кінь · c2 білий пішак · d1 білий король · g1 чорний слон | f7 чорний пішак · b6 чорна тура · d6 чорний король · e6 чорний пішак · f6 білий пішак · b5 білий слон · c5 чорний пішак · g5 чорний пішак · a4 чорний кінь · b4 чорний пішак · c4 білий пішак · g4 чорний пішак · h4 білий слон · e3 чорний пішак · g3 білий пішак · a2 чорний кінь · c2 білий пішак · d1 білий король · g1 чорний слон | 8 |
| 7 | f7 чорний пішак · b6 чорна тура · d6 чорний король · e6 чорний пішак · f6 білий пішак · b5 білий слон · c5 чорний пішак · g5 чорний пішак · a4 чорний кінь · b4 чорний пішак · c4 білий пішак · g4 чорний пішак · h4 білий слон · e3 чорний пішак · g3 білий пішак · a2 чорний кінь · c2 білий пішак · d1 білий король · g1 чорний слон | f7 чорний пішак · b6 чорна тура · d6 чорний король · e6 чорний пішак · f6 білий пішак · b5 білий слон · c5 чорний пішак · g5 чорний пішак · a4 чорний кінь · b4 чорний пішак · c4 білий пішак · g4 чорний пішак · h4 білий слон · e3 чорний пішак · g3 білий пішак · a2 чорний кінь · c2 білий пішак · d1 білий король · g1 чорний слон | f7 чорний пішак · b6 чорна тура · d6 чорний король · e6 чорний пішак · f6 білий пішак · b5 білий слон · c5 чорний пішак · g5 чорний пішак · a4 чорний кінь · b4 чорний пішак · c4 білий пішак · g4 чорний пішак · h4 білий слон · e3 чорний пішак · g3 білий пішак · a2 чорний кінь · c2 білий пішак · d1 білий король · g1 чорний слон | f7 чорний пішак · b6 чорна тура · d6 чорний король · e6 чорний пішак · f6 білий пішак · b5 білий слон · c5 чорний пішак · g5 чорний пішак · a4 чорний кінь · b4 чорний пішак · c4 білий пішак · g4 чорний пішак · h4 білий слон · e3 чорний пішак · g3 білий пішак · a2 чорний кінь · c2 білий пішак · d1 білий король · g1 чорний слон | f7 чорний пішак · b6 чорна тура · d6 чорний король · e6 чорний пішак · f6 білий пішак · b5 білий слон · c5 чорний пішак · g5 чорний пішак · a4 чорний кінь · b4 чорний пішак · c4 білий пішак · g4 чорний пішак · h4 білий слон · e3 чорний пішак · g3 білий пішак · a2 чорний кінь · c2 білий пішак · d1 білий король · g1 чорний слон | f7 чорний пішак · b6 чорна тура · d6 чорний король · e6 чорний пішак · f6 білий пішак · b5 білий слон · c5 чорний пішак · g5 чорний пішак · a4 чорний кінь · b4 чорний пішак · c4 білий пішак · g4 чорний пішак · h4 білий слон · e3 чорний пішак · g3 білий пішак · a2 чорний кінь · c2 білий пішак · d1 білий король · g1 чорний слон | f7 чорний пішак · b6 чорна тура · d6 чорний король · e6 чорний пішак · f6 білий пішак · b5 білий слон · c5 чорний пішак · g5 чорний пішак · a4 чорний кінь · b4 чорний пішак · c4 білий пішак · g4 чорний пішак · h4 білий слон · e3 чорний пішак · g3 білий пішак · a2 чорний кінь · c2 білий пішак · d1 білий король · g1 чорний слон | f7 чорний пішак · b6 чорна тура · d6 чорний король · e6 чорний пішак · f6 білий пішак · b5 білий слон · c5 чорний пішак · g5 чорний пішак · a4 чорний кінь · b4 чорний пішак · c4 білий пішак · g4 чорний пішак · h4 білий слон · e3 чорний пішак · g3 білий пішак · a2 чорний кінь · c2 білий пішак · d1 білий король · g1 чорний слон | 7 |
| 6 | f7 чорний пішак · b6 чорна тура · d6 чорний король · e6 чорний пішак · f6 білий пішак · b5 білий слон · c5 чорний пішак · g5 чорний пішак · a4 чорний кінь · b4 чорний пішак · c4 білий пішак · g4 чорний пішак · h4 білий слон · e3 чорний пішак · g3 білий пішак · a2 чорний кінь · c2 білий пішак · d1 білий король · g1 чорний слон | f7 чорний пішак · b6 чорна тура · d6 чорний король · e6 чорний пішак · f6 білий пішак · b5 білий слон · c5 чорний пішак · g5 чорний пішак · a4 чорний кінь · b4 чорний пішак · c4 білий пішак · g4 чорний пішак · h4 білий слон · e3 чорний пішак · g3 білий пішак · a2 чорний кінь · c2 білий пішак · d1 білий король · g1 чорний слон | f7 чорний пішак · b6 чорна тура · d6 чорний король · e6 чорний пішак · f6 білий пішак · b5 білий слон · c5 чорний пішак · g5 чорний пішак · a4 чорний кінь · b4 чорний пішак · c4 білий пішак · g4 чорний пішак · h4 білий слон · e3 чорний пішак · g3 білий пішак · a2 чорний кінь · c2 білий пішак · d1 білий король · g1 чорний слон | f7 чорний пішак · b6 чорна тура · d6 чорний король · e6 чорний пішак · f6 білий пішак · b5 білий слон · c5 чорний пішак · g5 чорний пішак · a4 чорний кінь · b4 чорний пішак · c4 білий пішак · g4 чорний пішак · h4 білий слон · e3 чорний пішак · g3 білий пішак · a2 чорний кінь · c2 білий пішак · d1 білий король · g1 чорний слон | f7 чорний пішак · b6 чорна тура · d6 чорний король · e6 чорний пішак · f6 білий пішак · b5 білий слон · c5 чорний пішак · g5 чорний пішак · a4 чорний кінь · b4 чорний пішак · c4 білий пішак · g4 чорний пішак · h4 білий слон · e3 чорний пішак · g3 білий пішак · a2 чорний кінь · c2 білий пішак · d1 білий король · g1 чорний слон | f7 чорний пішак · b6 чорна тура · d6 чорний король · e6 чорний пішак · f6 білий пішак · b5 білий слон · c5 чорний пішак · g5 чорний пішак · a4 чорний кінь · b4 чорний пішак · c4 білий пішак · g4 чорний пішак · h4 білий слон · e3 чорний пішак · g3 білий пішак · a2 чорний кінь · c2 білий пішак · d1 білий король · g1 чорний слон | f7 чорний пішак · b6 чорна тура · d6 чорний король · e6 чорний пішак · f6 білий пішак · b5 білий слон · c5 чорний пішак · g5 чорний пішак · a4 чорний кінь · b4 чорний пішак · c4 білий пішак · g4 чорний пішак · h4 білий слон · e3 чорний пішак · g3 білий пішак · a2 чорний кінь · c2 білий пішак · d1 білий король · g1 чорний слон | f7 чорний пішак · b6 чорна тура · d6 чорний король · e6 чорний пішак · f6 білий пішак · b5 білий слон · c5 чорний пішак · g5 чорний пішак · a4 чорний кінь · b4 чорний пішак · c4 білий пішак · g4 чорний пішак · h4 білий слон · e3 чорний пішак · g3 білий пішак · a2 чорний кінь · c2 білий пішак · d1 білий король · g1 чорний слон | 6 |
| 5 | f7 чорний пішак · b6 чорна тура · d6 чорний король · e6 чорний пішак · f6 білий пішак · b5 білий слон · c5 чорний пішак · g5 чорний пішак · a4 чорний кінь · b4 чорний пішак · c4 білий пішак · g4 чорний пішак · h4 білий слон · e3 чорний пішак · g3 білий пішак · a2 чорний кінь · c2 білий пішак · d1 білий король · g1 чорний слон | f7 чорний пішак · b6 чорна тура · d6 чорний король · e6 чорний пішак · f6 білий пішак · b5 білий слон · c5 чорний пішак · g5 чорний пішак · a4 чорний кінь · b4 чорний пішак · c4 білий пішак · g4 чорний пішак · h4 білий слон · e3 чорний пішак · g3 білий пішак · a2 чорний кінь · c2 білий пішак · d1 білий король · g1 чорний слон | f7 чорний пішак · b6 чорна тура · d6 чорний король · e6 чорний пішак · f6 білий пішак · b5 білий слон · c5 чорний пішак · g5 чорний пішак · a4 чорний кінь · b4 чорний пішак · c4 білий пішак · g4 чорний пішак · h4 білий слон · e3 чорний пішак · g3 білий пішак · a2 чорний кінь · c2 білий пішак · d1 білий король · g1 чорний слон | f7 чорний пішак · b6 чорна тура · d6 чорний король · e6 чорний пішак · f6 білий пішак · b5 білий слон · c5 чорний пішак · g5 чорний пішак · a4 чорний кінь · b4 чорний пішак · c4 білий пішак · g4 чорний пішак · h4 білий слон · e3 чорний пішак · g3 білий пішак · a2 чорний кінь · c2 білий пішак · d1 білий король · g1 чорний слон | f7 чорний пішак · b6 чорна тура · d6 чорний король · e6 чорний пішак · f6 білий пішак · b5 білий слон · c5 чорний пішак · g5 чорний пішак · a4 чорний кінь · b4 чорний пішак · c4 білий пішак · g4 чорний пішак · h4 білий слон · e3 чорний пішак · g3 білий пішак · a2 чорний кінь · c2 білий пішак · d1 білий король · g1 чорний слон | f7 чорний пішак · b6 чорна тура · d6 чорний король · e6 чорний пішак · f6 білий пішак · b5 білий слон · c5 чорний пішак · g5 чорний пішак · a4 чорний кінь · b4 чорний пішак · c4 білий пішак · g4 чорний пішак · h4 білий слон · e3 чорний пішак · g3 білий пішак · a2 чорний кінь · c2 білий пішак · d1 білий король · g1 чорний слон | f7 чорний пішак · b6 чорна тура · d6 чорний король · e6 чорний пішак · f6 білий пішак · b5 білий слон · c5 чорний пішак · g5 чорний пішак · a4 чорний кінь · b4 чорний пішак · c4 білий пішак · g4 чорний пішак · h4 білий слон · e3 чорний пішак · g3 білий пішак · a2 чорний кінь · c2 білий пішак · d1 білий король · g1 чорний слон | f7 чорний пішак · b6 чорна тура · d6 чорний король · e6 чорний пішак · f6 білий пішак · b5 білий слон · c5 чорний пішак · g5 чорний пішак · a4 чорний кінь · b4 чорний пішак · c4 білий пішак · g4 чорний пішак · h4 білий слон · e3 чорний пішак · g3 білий пішак · a2 чорний кінь · c2 білий пішак · d1 білий король · g1 чорний слон | 5 |
| 4 | f7 чорний пішак · b6 чорна тура · d6 чорний король · e6 чорний пішак · f6 білий пішак · b5 білий слон · c5 чорний пішак · g5 чорний пішак · a4 чорний кінь · b4 чорний пішак · c4 білий пішак · g4 чорний пішак · h4 білий слон · e3 чорний пішак · g3 білий пішак · a2 чорний кінь · c2 білий пішак · d1 білий король · g1 чорний слон | f7 чорний пішак · b6 чорна тура · d6 чорний король · e6 чорний пішак · f6 білий пішак · b5 білий слон · c5 чорний пішак · g5 чорний пішак · a4 чорний кінь · b4 чорний пішак · c4 білий пішак · g4 чорний пішак · h4 білий слон · e3 чорний пішак · g3 білий пішак · a2 чорний кінь · c2 білий пішак · d1 білий король · g1 чорний слон | f7 чорний пішак · b6 чорна тура · d6 чорний король · e6 чорний пішак · f6 білий пішак · b5 білий слон · c5 чорний пішак · g5 чорний пішак · a4 чорний кінь · b4 чорний пішак · c4 білий пішак · g4 чорний пішак · h4 білий слон · e3 чорний пішак · g3 білий пішак · a2 чорний кінь · c2 білий пішак · d1 білий король · g1 чорний слон | f7 чорний пішак · b6 чорна тура · d6 чорний король · e6 чорний пішак · f6 білий пішак · b5 білий слон · c5 чорний пішак · g5 чорний пішак · a4 чорний кінь · b4 чорний пішак · c4 білий пішак · g4 чорний пішак · h4 білий слон · e3 чорний пішак · g3 білий пішак · a2 чорний кінь · c2 білий пішак · d1 білий король · g1 чорний слон | f7 чорний пішак · b6 чорна тура · d6 чорний король · e6 чорний пішак · f6 білий пішак · b5 білий слон · c5 чорний пішак · g5 чорний пішак · a4 чорний кінь · b4 чорний пішак · c4 білий пішак · g4 чорний пішак · h4 білий слон · e3 чорний пішак · g3 білий пішак · a2 чорний кінь · c2 білий пішак · d1 білий король · g1 чорний слон | f7 чорний пішак · b6 чорна тура · d6 чорний король · e6 чорний пішак · f6 білий пішак · b5 білий слон · c5 чорний пішак · g5 чорний пішак · a4 чорний кінь · b4 чорний пішак · c4 білий пішак · g4 чорний пішак · h4 білий слон · e3 чорний пішак · g3 білий пішак · a2 чорний кінь · c2 білий пішак · d1 білий король · g1 чорний слон | f7 чорний пішак · b6 чорна тура · d6 чорний король · e6 чорний пішак · f6 білий пішак · b5 білий слон · c5 чорний пішак · g5 чорний пішак · a4 чорний кінь · b4 чорний пішак · c4 білий пішак · g4 чорний пішак · h4 білий слон · e3 чорний пішак · g3 білий пішак · a2 чорний кінь · c2 білий пішак · d1 білий король · g1 чорний слон | f7 чорний пішак · b6 чорна тура · d6 чорний король · e6 чорний пішак · f6 білий пішак · b5 білий слон · c5 чорний пішак · g5 чорний пішак · a4 чорний кінь · b4 чорний пішак · c4 білий пішак · g4 чорний пішак · h4 білий слон · e3 чорний пішак · g3 білий пішак · a2 чорний кінь · c2 білий пішак · d1 білий король · g1 чорний слон | 4 |
| 3 | f7 чорний пішак · b6 чорна тура · d6 чорний король · e6 чорний пішак · f6 білий пішак · b5 білий слон · c5 чорний пішак · g5 чорний пішак · a4 чорний кінь · b4 чорний пішак · c4 білий пішак · g4 чорний пішак · h4 білий слон · e3 чорний пішак · g3 білий пішак · a2 чорний кінь · c2 білий пішак · d1 білий король · g1 чорний слон | f7 чорний пішак · b6 чорна тура · d6 чорний король · e6 чорний пішак · f6 білий пішак · b5 білий слон · c5 чорний пішак · g5 чорний пішак · a4 чорний кінь · b4 чорний пішак · c4 білий пішак · g4 чорний пішак · h4 білий слон · e3 чорний пішак · g3 білий пішак · a2 чорний кінь · c2 білий пішак · d1 білий король · g1 чорний слон | f7 чорний пішак · b6 чорна тура · d6 чорний король · e6 чорний пішак · f6 білий пішак · b5 білий слон · c5 чорний пішак · g5 чорний пішак · a4 чорний кінь · b4 чорний пішак · c4 білий пішак · g4 чорний пішак · h4 білий слон · e3 чорний пішак · g3 білий пішак · a2 чорний кінь · c2 білий пішак · d1 білий король · g1 чорний слон | f7 чорний пішак · b6 чорна тура · d6 чорний король · e6 чорний пішак · f6 білий пішак · b5 білий слон · c5 чорний пішак · g5 чорний пішак · a4 чорний кінь · b4 чорний пішак · c4 білий пішак · g4 чорний пішак · h4 білий слон · e3 чорний пішак · g3 білий пішак · a2 чорний кінь · c2 білий пішак · d1 білий король · g1 чорний слон | f7 чорний пішак · b6 чорна тура · d6 чорний король · e6 чорний пішак · f6 білий пішак · b5 білий слон · c5 чорний пішак · g5 чорний пішак · a4 чорний кінь · b4 чорний пішак · c4 білий пішак · g4 чорний пішак · h4 білий слон · e3 чорний пішак · g3 білий пішак · a2 чорний кінь · c2 білий пішак · d1 білий король · g1 чорний слон | f7 чорний пішак · b6 чорна тура · d6 чорний король · e6 чорний пішак · f6 білий пішак · b5 білий слон · c5 чорний пішак · g5 чорний пішак · a4 чорний кінь · b4 чорний пішак · c4 білий пішак · g4 чорний пішак · h4 білий слон · e3 чорний пішак · g3 білий пішак · a2 чорний кінь · c2 білий пішак · d1 білий король · g1 чорний слон | f7 чорний пішак · b6 чорна тура · d6 чорний король · e6 чорний пішак · f6 білий пішак · b5 білий слон · c5 чорний пішак · g5 чорний пішак · a4 чорний кінь · b4 чорний пішак · c4 білий пішак · g4 чорний пішак · h4 білий слон · e3 чорний пішак · g3 білий пішак · a2 чорний кінь · c2 білий пішак · d1 білий король · g1 чорний слон | f7 чорний пішак · b6 чорна тура · d6 чорний король · e6 чорний пішак · f6 білий пішак · b5 білий слон · c5 чорний пішак · g5 чорний пішак · a4 чорний кінь · b4 чорний пішак · c4 білий пішак · g4 чорний пішак · h4 білий слон · e3 чорний пішак · g3 білий пішак · a2 чорний кінь · c2 білий пішак · d1 білий король · g1 чорний слон | 3 |
| 2 | f7 чорний пішак · b6 чорна тура · d6 чорний король · e6 чорний пішак · f6 білий пішак · b5 білий слон · c5 чорний пішак · g5 чорний пішак · a4 чорний кінь · b4 чорний пішак · c4 білий пішак · g4 чорний пішак · h4 білий слон · e3 чорний пішак · g3 білий пішак · a2 чорний кінь · c2 білий пішак · d1 білий король · g1 чорний слон | f7 чорний пішак · b6 чорна тура · d6 чорний король · e6 чорний пішак · f6 білий пішак · b5 білий слон · c5 чорний пішак · g5 чорний пішак · a4 чорний кінь · b4 чорний пішак · c4 білий пішак · g4 чорний пішак · h4 білий слон · e3 чорний пішак · g3 білий пішак · a2 чорний кінь · c2 білий пішак · d1 білий король · g1 чорний слон | f7 чорний пішак · b6 чорна тура · d6 чорний король · e6 чорний пішак · f6 білий пішак · b5 білий слон · c5 чорний пішак · g5 чорний пішак · a4 чорний кінь · b4 чорний пішак · c4 білий пішак · g4 чорний пішак · h4 білий слон · e3 чорний пішак · g3 білий пішак · a2 чорний кінь · c2 білий пішак · d1 білий король · g1 чорний слон | f7 чорний пішак · b6 чорна тура · d6 чорний король · e6 чорний пішак · f6 білий пішак · b5 білий слон · c5 чорний пішак · g5 чорний пішак · a4 чорний кінь · b4 чорний пішак · c4 білий пішак · g4 чорний пішак · h4 білий слон · e3 чорний пішак · g3 білий пішак · a2 чорний кінь · c2 білий пішак · d1 білий король · g1 чорний слон | f7 чорний пішак · b6 чорна тура · d6 чорний король · e6 чорний пішак · f6 білий пішак · b5 білий слон · c5 чорний пішак · g5 чорний пішак · a4 чорний кінь · b4 чорний пішак · c4 білий пішак · g4 чорний пішак · h4 білий слон · e3 чорний пішак · g3 білий пішак · a2 чорний кінь · c2 білий пішак · d1 білий король · g1 чорний слон | f7 чорний пішак · b6 чорна тура · d6 чорний король · e6 чорний пішак · f6 білий пішак · b5 білий слон · c5 чорний пішак · g5 чорний пішак · a4 чорний кінь · b4 чорний пішак · c4 білий пішак · g4 чорний пішак · h4 білий слон · e3 чорний пішак · g3 білий пішак · a2 чорний кінь · c2 білий пішак · d1 білий король · g1 чорний слон | f7 чорний пішак · b6 чорна тура · d6 чорний король · e6 чорний пішак · f6 білий пішак · b5 білий слон · c5 чорний пішак · g5 чорний пішак · a4 чорний кінь · b4 чорний пішак · c4 білий пішак · g4 чорний пішак · h4 білий слон · e3 чорний пішак · g3 білий пішак · a2 чорний кінь · c2 білий пішак · d1 білий король · g1 чорний слон | f7 чорний пішак · b6 чорна тура · d6 чорний король · e6 чорний пішак · f6 білий пішак · b5 білий слон · c5 чорний пішак · g5 чорний пішак · a4 чорний кінь · b4 чорний пішак · c4 білий пішак · g4 чорний пішак · h4 білий слон · e3 чорний пішак · g3 білий пішак · a2 чорний кінь · c2 білий пішак · d1 білий король · g1 чорний слон | 2 |
| 1 | f7 чорний пішак · b6 чорна тура · d6 чорний король · e6 чорний пішак · f6 білий пішак · b5 білий слон · c5 чорний пішак · g5 чорний пішак · a4 чорний кінь · b4 чорний пішак · c4 білий пішак · g4 чорний пішак · h4 білий слон · e3 чорний пішак · g3 білий пішак · a2 чорний кінь · c2 білий пішак · d1 білий король · g1 чорний слон | f7 чорний пішак · b6 чорна тура · d6 чорний король · e6 чорний пішак · f6 білий пішак · b5 білий слон · c5 чорний пішак · g5 чорний пішак · a4 чорний кінь · b4 чорний пішак · c4 білий пішак · g4 чорний пішак · h4 білий слон · e3 чорний пішак · g3 білий пішак · a2 чорний кінь · c2 білий пішак · d1 білий король · g1 чорний слон | f7 чорний пішак · b6 чорна тура · d6 чорний король · e6 чорний пішак · f6 білий пішак · b5 білий слон · c5 чорний пішак · g5 чорний пішак · a4 чорний кінь · b4 чорний пішак · c4 білий пішак · g4 чорний пішак · h4 білий слон · e3 чорний пішак · g3 білий пішак · a2 чорний кінь · c2 білий пішак · d1 білий король · g1 чорний слон | f7 чорний пішак · b6 чорна тура · d6 чорний король · e6 чорний пішак · f6 білий пішак · b5 білий слон · c5 чорний пішак · g5 чорний пішак · a4 чорний кінь · b4 чорний пішак · c4 білий пішак · g4 чорний пішак · h4 білий слон · e3 чорний пішак · g3 білий пішак · a2 чорний кінь · c2 білий пішак · d1 білий король · g1 чорний слон | f7 чорний пішак · b6 чорна тура · d6 чорний король · e6 чорний пішак · f6 білий пішак · b5 білий слон · c5 чорний пішак · g5 чорний пішак · a4 чорний кінь · b4 чорний пішак · c4 білий пішак · g4 чорний пішак · h4 білий слон · e3 чорний пішак · g3 білий пішак · a2 чорний кінь · c2 білий пішак · d1 білий король · g1 чорний слон | f7 чорний пішак · b6 чорна тура · d6 чорний король · e6 чорний пішак · f6 білий пішак · b5 білий слон · c5 чорний пішак · g5 чорний пішак · a4 чорний кінь · b4 чорний пішак · c4 білий пішак · g4 чорний пішак · h4 білий слон · e3 чорний пішак · g3 білий пішак · a2 чорний кінь · c2 білий пішак · d1 білий король · g1 чорний слон | f7 чорний пішак · b6 чорна тура · d6 чорний король · e6 чорний пішак · f6 білий пішак · b5 білий слон · c5 чорний пішак · g5 чорний пішак · a4 чорний кінь · b4 чорний пішак · c4 білий пішак · g4 чорний пішак · h4 білий слон · e3 чорний пішак · g3 білий пішак · a2 чорний кінь · c2 білий пішак · d1 білий король · g1 чорний слон | f7 чорний пішак · b6 чорна тура · d6 чорний король · e6 чорний пішак · f6 білий пішак · b5 білий слон · c5 чорний пішак · g5 чорний пішак · a4 чорний кінь · b4 чорний пішак · c4 білий пішак · g4 чорний пішак · h4 білий слон · e3 чорний пішак · g3 білий пішак · a2 чорний кінь · c2 білий пішак · d1 білий король · g1 чорний слон | 1 |
|   | a | b | c | d | e | f | g | h |   |

FEN: 8/5p2/1r1kpP2/1Bp3p1/npP3pB/4p1P1/n1P5/3K2b1
b) a1=a8

a) 1.Ke5 Bxg5 2.Kd4 Bf4 3.Kc3 Be5# (MM)

b) 1.Ke5 Bg5 2.Kd4 Bxf4 3.Kc3 Be5# (MM)
В цій задачі вдалося виразити задум А.Бенедека в триходовій формі, де чорний король не знаходиться під шахом в початковій позиції.

## Трифазна форма
|   | a | b | c | d | e | f | g | h |   |
| 8 | b8 чорний слон · b7 білий пішак · c7 чорний пішак · d7 чорний кінь · f7 чорний слон · g7 білий пішак · a6 білий король · e6 чорний пішак · f5 чорний пішак · g5 чорний пішак · c4 чорна тура · e4 чорний король · f4 чорний пішак · a3 білий слон · b3 чорний пішак · d3 чорний пішак · g3 чорний кінь · e2 чорна тура · g2 білий пішак | b8 чорний слон · b7 білий пішак · c7 чорний пішак · d7 чорний кінь · f7 чорний слон · g7 білий пішак · a6 білий король · e6 чорний пішак · f5 чорний пішак · g5 чорний пішак · c4 чорна тура · e4 чорний король · f4 чорний пішак · a3 білий слон · b3 чорний пішак · d3 чорний пішак · g3 чорний кінь · e2 чорна тура · g2 білий пішак | b8 чорний слон · b7 білий пішак · c7 чорний пішак · d7 чорний кінь · f7 чорний слон · g7 білий пішак · a6 білий король · e6 чорний пішак · f5 чорний пішак · g5 чорний пішак · c4 чорна тура · e4 чорний король · f4 чорний пішак · a3 білий слон · b3 чорний пішак · d3 чорний пішак · g3 чорний кінь · e2 чорна тура · g2 білий пішак | b8 чорний слон · b7 білий пішак · c7 чорний пішак · d7 чорний кінь · f7 чорний слон · g7 білий пішак · a6 білий король · e6 чорний пішак · f5 чорний пішак · g5 чорний пішак · c4 чорна тура · e4 чорний король · f4 чорний пішак · a3 білий слон · b3 чорний пішак · d3 чорний пішак · g3 чорний кінь · e2 чорна тура · g2 білий пішак | b8 чорний слон · b7 білий пішак · c7 чорний пішак · d7 чорний кінь · f7 чорний слон · g7 білий пішак · a6 білий король · e6 чорний пішак · f5 чорний пішак · g5 чорний пішак · c4 чорна тура · e4 чорний король · f4 чорний пішак · a3 білий слон · b3 чорний пішак · d3 чорний пішак · g3 чорний кінь · e2 чорна тура · g2 білий пішак | b8 чорний слон · b7 білий пішак · c7 чорний пішак · d7 чорний кінь · f7 чорний слон · g7 білий пішак · a6 білий король · e6 чорний пішак · f5 чорний пішак · g5 чорний пішак · c4 чорна тура · e4 чорний король · f4 чорний пішак · a3 білий слон · b3 чорний пішак · d3 чорний пішак · g3 чорний кінь · e2 чорна тура · g2 білий пішак | b8 чорний слон · b7 білий пішак · c7 чорний пішак · d7 чорний кінь · f7 чорний слон · g7 білий пішак · a6 білий король · e6 чорний пішак · f5 чорний пішак · g5 чорний пішак · c4 чорна тура · e4 чорний король · f4 чорний пішак · a3 білий слон · b3 чорний пішак · d3 чорний пішак · g3 чорний кінь · e2 чорна тура · g2 білий пішак | b8 чорний слон · b7 білий пішак · c7 чорний пішак · d7 чорний кінь · f7 чорний слон · g7 білий пішак · a6 білий король · e6 чорний пішак · f5 чорний пішак · g5 чорний пішак · c4 чорна тура · e4 чорний король · f4 чорний пішак · a3 білий слон · b3 чорний пішак · d3 чорний пішак · g3 чорний кінь · e2 чорна тура · g2 білий пішак | 8 |
| 7 | b8 чорний слон · b7 білий пішак · c7 чорний пішак · d7 чорний кінь · f7 чорний слон · g7 білий пішак · a6 білий король · e6 чорний пішак · f5 чорний пішак · g5 чорний пішак · c4 чорна тура · e4 чорний король · f4 чорний пішак · a3 білий слон · b3 чорний пішак · d3 чорний пішак · g3 чорний кінь · e2 чорна тура · g2 білий пішак | b8 чорний слон · b7 білий пішак · c7 чорний пішак · d7 чорний кінь · f7 чорний слон · g7 білий пішак · a6 білий король · e6 чорний пішак · f5 чорний пішак · g5 чорний пішак · c4 чорна тура · e4 чорний король · f4 чорний пішак · a3 білий слон · b3 чорний пішак · d3 чорний пішак · g3 чорний кінь · e2 чорна тура · g2 білий пішак | b8 чорний слон · b7 білий пішак · c7 чорний пішак · d7 чорний кінь · f7 чорний слон · g7 білий пішак · a6 білий король · e6 чорний пішак · f5 чорний пішак · g5 чорний пішак · c4 чорна тура · e4 чорний король · f4 чорний пішак · a3 білий слон · b3 чорний пішак · d3 чорний пішак · g3 чорний кінь · e2 чорна тура · g2 білий пішак | b8 чорний слон · b7 білий пішак · c7 чорний пішак · d7 чорний кінь · f7 чорний слон · g7 білий пішак · a6 білий король · e6 чорний пішак · f5 чорний пішак · g5 чорний пішак · c4 чорна тура · e4 чорний король · f4 чорний пішак · a3 білий слон · b3 чорний пішак · d3 чорний пішак · g3 чорний кінь · e2 чорна тура · g2 білий пішак | b8 чорний слон · b7 білий пішак · c7 чорний пішак · d7 чорний кінь · f7 чорний слон · g7 білий пішак · a6 білий король · e6 чорний пішак · f5 чорний пішак · g5 чорний пішак · c4 чорна тура · e4 чорний король · f4 чорний пішак · a3 білий слон · b3 чорний пішак · d3 чорний пішак · g3 чорний кінь · e2 чорна тура · g2 білий пішак | b8 чорний слон · b7 білий пішак · c7 чорний пішак · d7 чорний кінь · f7 чорний слон · g7 білий пішак · a6 білий король · e6 чорний пішак · f5 чорний пішак · g5 чорний пішак · c4 чорна тура · e4 чорний король · f4 чорний пішак · a3 білий слон · b3 чорний пішак · d3 чорний пішак · g3 чорний кінь · e2 чорна тура · g2 білий пішак | b8 чорний слон · b7 білий пішак · c7 чорний пішак · d7 чорний кінь · f7 чорний слон · g7 білий пішак · a6 білий король · e6 чорний пішак · f5 чорний пішак · g5 чорний пішак · c4 чорна тура · e4 чорний король · f4 чорний пішак · a3 білий слон · b3 чорний пішак · d3 чорний пішак · g3 чорний кінь · e2 чорна тура · g2 білий пішак | b8 чорний слон · b7 білий пішак · c7 чорний пішак · d7 чорний кінь · f7 чорний слон · g7 білий пішак · a6 білий король · e6 чорний пішак · f5 чорний пішак · g5 чорний пішак · c4 чорна тура · e4 чорний король · f4 чорний пішак · a3 білий слон · b3 чорний пішак · d3 чорний пішак · g3 чорний кінь · e2 чорна тура · g2 білий пішак | 7 |
| 6 | b8 чорний слон · b7 білий пішак · c7 чорний пішак · d7 чорний кінь · f7 чорний слон · g7 білий пішак · a6 білий король · e6 чорний пішак · f5 чорний пішак · g5 чорний пішак · c4 чорна тура · e4 чорний король · f4 чорний пішак · a3 білий слон · b3 чорний пішак · d3 чорний пішак · g3 чорний кінь · e2 чорна тура · g2 білий пішак | b8 чорний слон · b7 білий пішак · c7 чорний пішак · d7 чорний кінь · f7 чорний слон · g7 білий пішак · a6 білий король · e6 чорний пішак · f5 чорний пішак · g5 чорний пішак · c4 чорна тура · e4 чорний король · f4 чорний пішак · a3 білий слон · b3 чорний пішак · d3 чорний пішак · g3 чорний кінь · e2 чорна тура · g2 білий пішак | b8 чорний слон · b7 білий пішак · c7 чорний пішак · d7 чорний кінь · f7 чорний слон · g7 білий пішак · a6 білий король · e6 чорний пішак · f5 чорний пішак · g5 чорний пішак · c4 чорна тура · e4 чорний король · f4 чорний пішак · a3 білий слон · b3 чорний пішак · d3 чорний пішак · g3 чорний кінь · e2 чорна тура · g2 білий пішак | b8 чорний слон · b7 білий пішак · c7 чорний пішак · d7 чорний кінь · f7 чорний слон · g7 білий пішак · a6 білий король · e6 чорний пішак · f5 чорний пішак · g5 чорний пішак · c4 чорна тура · e4 чорний король · f4 чорний пішак · a3 білий слон · b3 чорний пішак · d3 чорний пішак · g3 чорний кінь · e2 чорна тура · g2 білий пішак | b8 чорний слон · b7 білий пішак · c7 чорний пішак · d7 чорний кінь · f7 чорний слон · g7 білий пішак · a6 білий король · e6 чорний пішак · f5 чорний пішак · g5 чорний пішак · c4 чорна тура · e4 чорний король · f4 чорний пішак · a3 білий слон · b3 чорний пішак · d3 чорний пішак · g3 чорний кінь · e2 чорна тура · g2 білий пішак | b8 чорний слон · b7 білий пішак · c7 чорний пішак · d7 чорний кінь · f7 чорний слон · g7 білий пішак · a6 білий король · e6 чорний пішак · f5 чорний пішак · g5 чорний пішак · c4 чорна тура · e4 чорний король · f4 чорний пішак · a3 білий слон · b3 чорний пішак · d3 чорний пішак · g3 чорний кінь · e2 чорна тура · g2 білий пішак | b8 чорний слон · b7 білий пішак · c7 чорний пішак · d7 чорний кінь · f7 чорний слон · g7 білий пішак · a6 білий король · e6 чорний пішак · f5 чорний пішак · g5 чорний пішак · c4 чорна тура · e4 чорний король · f4 чорний пішак · a3 білий слон · b3 чорний пішак · d3 чорний пішак · g3 чорний кінь · e2 чорна тура · g2 білий пішак | b8 чорний слон · b7 білий пішак · c7 чорний пішак · d7 чорний кінь · f7 чорний слон · g7 білий пішак · a6 білий король · e6 чорний пішак · f5 чорний пішак · g5 чорний пішак · c4 чорна тура · e4 чорний король · f4 чорний пішак · a3 білий слон · b3 чорний пішак · d3 чорний пішак · g3 чорний кінь · e2 чорна тура · g2 білий пішак | 6 |
| 5 | b8 чорний слон · b7 білий пішак · c7 чорний пішак · d7 чорний кінь · f7 чорний слон · g7 білий пішак · a6 білий король · e6 чорний пішак · f5 чорний пішак · g5 чорний пішак · c4 чорна тура · e4 чорний король · f4 чорний пішак · a3 білий слон · b3 чорний пішак · d3 чорний пішак · g3 чорний кінь · e2 чорна тура · g2 білий пішак | b8 чорний слон · b7 білий пішак · c7 чорний пішак · d7 чорний кінь · f7 чорний слон · g7 білий пішак · a6 білий король · e6 чорний пішак · f5 чорний пішак · g5 чорний пішак · c4 чорна тура · e4 чорний король · f4 чорний пішак · a3 білий слон · b3 чорний пішак · d3 чорний пішак · g3 чорний кінь · e2 чорна тура · g2 білий пішак | b8 чорний слон · b7 білий пішак · c7 чорний пішак · d7 чорний кінь · f7 чорний слон · g7 білий пішак · a6 білий король · e6 чорний пішак · f5 чорний пішак · g5 чорний пішак · c4 чорна тура · e4 чорний король · f4 чорний пішак · a3 білий слон · b3 чорний пішак · d3 чорний пішак · g3 чорний кінь · e2 чорна тура · g2 білий пішак | b8 чорний слон · b7 білий пішак · c7 чорний пішак · d7 чорний кінь · f7 чорний слон · g7 білий пішак · a6 білий король · e6 чорний пішак · f5 чорний пішак · g5 чорний пішак · c4 чорна тура · e4 чорний король · f4 чорний пішак · a3 білий слон · b3 чорний пішак · d3 чорний пішак · g3 чорний кінь · e2 чорна тура · g2 білий пішак | b8 чорний слон · b7 білий пішак · c7 чорний пішак · d7 чорний кінь · f7 чорний слон · g7 білий пішак · a6 білий король · e6 чорний пішак · f5 чорний пішак · g5 чорний пішак · c4 чорна тура · e4 чорний король · f4 чорний пішак · a3 білий слон · b3 чорний пішак · d3 чорний пішак · g3 чорний кінь · e2 чорна тура · g2 білий пішак | b8 чорний слон · b7 білий пішак · c7 чорний пішак · d7 чорний кінь · f7 чорний слон · g7 білий пішак · a6 білий король · e6 чорний пішак · f5 чорний пішак · g5 чорний пішак · c4 чорна тура · e4 чорний король · f4 чорний пішак · a3 білий слон · b3 чорний пішак · d3 чорний пішак · g3 чорний кінь · e2 чорна тура · g2 білий пішак | b8 чорний слон · b7 білий пішак · c7 чорний пішак · d7 чорний кінь · f7 чорний слон · g7 білий пішак · a6 білий король · e6 чорний пішак · f5 чорний пішак · g5 чорний пішак · c4 чорна тура · e4 чорний король · f4 чорний пішак · a3 білий слон · b3 чорний пішак · d3 чорний пішак · g3 чорний кінь · e2 чорна тура · g2 білий пішак | b8 чорний слон · b7 білий пішак · c7 чорний пішак · d7 чорний кінь · f7 чорний слон · g7 білий пішак · a6 білий король · e6 чорний пішак · f5 чорний пішак · g5 чорний пішак · c4 чорна тура · e4 чорний король · f4 чорний пішак · a3 білий слон · b3 чорний пішак · d3 чорний пішак · g3 чорний кінь · e2 чорна тура · g2 білий пішак | 5 |
| 4 | b8 чорний слон · b7 білий пішак · c7 чорний пішак · d7 чорний кінь · f7 чорний слон · g7 білий пішак · a6 білий король · e6 чорний пішак · f5 чорний пішак · g5 чорний пішак · c4 чорна тура · e4 чорний король · f4 чорний пішак · a3 білий слон · b3 чорний пішак · d3 чорний пішак · g3 чорний кінь · e2 чорна тура · g2 білий пішак | b8 чорний слон · b7 білий пішак · c7 чорний пішак · d7 чорний кінь · f7 чорний слон · g7 білий пішак · a6 білий король · e6 чорний пішак · f5 чорний пішак · g5 чорний пішак · c4 чорна тура · e4 чорний король · f4 чорний пішак · a3 білий слон · b3 чорний пішак · d3 чорний пішак · g3 чорний кінь · e2 чорна тура · g2 білий пішак | b8 чорний слон · b7 білий пішак · c7 чорний пішак · d7 чорний кінь · f7 чорний слон · g7 білий пішак · a6 білий король · e6 чорний пішак · f5 чорний пішак · g5 чорний пішак · c4 чорна тура · e4 чорний король · f4 чорний пішак · a3 білий слон · b3 чорний пішак · d3 чорний пішак · g3 чорний кінь · e2 чорна тура · g2 білий пішак | b8 чорний слон · b7 білий пішак · c7 чорний пішак · d7 чорний кінь · f7 чорний слон · g7 білий пішак · a6 білий король · e6 чорний пішак · f5 чорний пішак · g5 чорний пішак · c4 чорна тура · e4 чорний король · f4 чорний пішак · a3 білий слон · b3 чорний пішак · d3 чорний пішак · g3 чорний кінь · e2 чорна тура · g2 білий пішак | b8 чорний слон · b7 білий пішак · c7 чорний пішак · d7 чорний кінь · f7 чорний слон · g7 білий пішак · a6 білий король · e6 чорний пішак · f5 чорний пішак · g5 чорний пішак · c4 чорна тура · e4 чорний король · f4 чорний пішак · a3 білий слон · b3 чорний пішак · d3 чорний пішак · g3 чорний кінь · e2 чорна тура · g2 білий пішак | b8 чорний слон · b7 білий пішак · c7 чорний пішак · d7 чорний кінь · f7 чорний слон · g7 білий пішак · a6 білий король · e6 чорний пішак · f5 чорний пішак · g5 чорний пішак · c4 чорна тура · e4 чорний король · f4 чорний пішак · a3 білий слон · b3 чорний пішак · d3 чорний пішак · g3 чорний кінь · e2 чорна тура · g2 білий пішак | b8 чорний слон · b7 білий пішак · c7 чорний пішак · d7 чорний кінь · f7 чорний слон · g7 білий пішак · a6 білий король · e6 чорний пішак · f5 чорний пішак · g5 чорний пішак · c4 чорна тура · e4 чорний король · f4 чорний пішак · a3 білий слон · b3 чорний пішак · d3 чорний пішак · g3 чорний кінь · e2 чорна тура · g2 білий пішак | b8 чорний слон · b7 білий пішак · c7 чорний пішак · d7 чорний кінь · f7 чорний слон · g7 білий пішак · a6 білий король · e6 чорний пішак · f5 чорний пішак · g5 чорний пішак · c4 чорна тура · e4 чорний король · f4 чорний пішак · a3 білий слон · b3 чорний пішак · d3 чорний пішак · g3 чорний кінь · e2 чорна тура · g2 білий пішак | 4 |
| 3 | b8 чорний слон · b7 білий пішак · c7 чорний пішак · d7 чорний кінь · f7 чорний слон · g7 білий пішак · a6 білий король · e6 чорний пішак · f5 чорний пішак · g5 чорний пішак · c4 чорна тура · e4 чорний король · f4 чорний пішак · a3 білий слон · b3 чорний пішак · d3 чорний пішак · g3 чорний кінь · e2 чорна тура · g2 білий пішак | b8 чорний слон · b7 білий пішак · c7 чорний пішак · d7 чорний кінь · f7 чорний слон · g7 білий пішак · a6 білий король · e6 чорний пішак · f5 чорний пішак · g5 чорний пішак · c4 чорна тура · e4 чорний король · f4 чорний пішак · a3 білий слон · b3 чорний пішак · d3 чорний пішак · g3 чорний кінь · e2 чорна тура · g2 білий пішак | b8 чорний слон · b7 білий пішак · c7 чорний пішак · d7 чорний кінь · f7 чорний слон · g7 білий пішак · a6 білий король · e6 чорний пішак · f5 чорний пішак · g5 чорний пішак · c4 чорна тура · e4 чорний король · f4 чорний пішак · a3 білий слон · b3 чорний пішак · d3 чорний пішак · g3 чорний кінь · e2 чорна тура · g2 білий пішак | b8 чорний слон · b7 білий пішак · c7 чорний пішак · d7 чорний кінь · f7 чорний слон · g7 білий пішак · a6 білий король · e6 чорний пішак · f5 чорний пішак · g5 чорний пішак · c4 чорна тура · e4 чорний король · f4 чорний пішак · a3 білий слон · b3 чорний пішак · d3 чорний пішак · g3 чорний кінь · e2 чорна тура · g2 білий пішак | b8 чорний слон · b7 білий пішак · c7 чорний пішак · d7 чорний кінь · f7 чорний слон · g7 білий пішак · a6 білий король · e6 чорний пішак · f5 чорний пішак · g5 чорний пішак · c4 чорна тура · e4 чорний король · f4 чорний пішак · a3 білий слон · b3 чорний пішак · d3 чорний пішак · g3 чорний кінь · e2 чорна тура · g2 білий пішак | b8 чорний слон · b7 білий пішак · c7 чорний пішак · d7 чорний кінь · f7 чорний слон · g7 білий пішак · a6 білий король · e6 чорний пішак · f5 чорний пішак · g5 чорний пішак · c4 чорна тура · e4 чорний король · f4 чорний пішак · a3 білий слон · b3 чорний пішак · d3 чорний пішак · g3 чорний кінь · e2 чорна тура · g2 білий пішак | b8 чорний слон · b7 білий пішак · c7 чорний пішак · d7 чорний кінь · f7 чорний слон · g7 білий пішак · a6 білий король · e6 чорний пішак · f5 чорний пішак · g5 чорний пішак · c4 чорна тура · e4 чорний король · f4 чорний пішак · a3 білий слон · b3 чорний пішак · d3 чорний пішак · g3 чорний кінь · e2 чорна тура · g2 білий пішак | b8 чорний слон · b7 білий пішак · c7 чорний пішак · d7 чорний кінь · f7 чорний слон · g7 білий пішак · a6 білий король · e6 чорний пішак · f5 чорний пішак · g5 чорний пішак · c4 чорна тура · e4 чорний король · f4 чорний пішак · a3 білий слон · b3 чорний пішак · d3 чорний пішак · g3 чорний кінь · e2 чорна тура · g2 білий пішак | 3 |
| 2 | b8 чорний слон · b7 білий пішак · c7 чорний пішак · d7 чорний кінь · f7 чорний слон · g7 білий пішак · a6 білий король · e6 чорний пішак · f5 чорний пішак · g5 чорний пішак · c4 чорна тура · e4 чорний король · f4 чорний пішак · a3 білий слон · b3 чорний пішак · d3 чорний пішак · g3 чорний кінь · e2 чорна тура · g2 білий пішак | b8 чорний слон · b7 білий пішак · c7 чорний пішак · d7 чорний кінь · f7 чорний слон · g7 білий пішак · a6 білий король · e6 чорний пішак · f5 чорний пішак · g5 чорний пішак · c4 чорна тура · e4 чорний король · f4 чорний пішак · a3 білий слон · b3 чорний пішак · d3 чорний пішак · g3 чорний кінь · e2 чорна тура · g2 білий пішак | b8 чорний слон · b7 білий пішак · c7 чорний пішак · d7 чорний кінь · f7 чорний слон · g7 білий пішак · a6 білий король · e6 чорний пішак · f5 чорний пішак · g5 чорний пішак · c4 чорна тура · e4 чорний король · f4 чорний пішак · a3 білий слон · b3 чорний пішак · d3 чорний пішак · g3 чорний кінь · e2 чорна тура · g2 білий пішак | b8 чорний слон · b7 білий пішак · c7 чорний пішак · d7 чорний кінь · f7 чорний слон · g7 білий пішак · a6 білий король · e6 чорний пішак · f5 чорний пішак · g5 чорний пішак · c4 чорна тура · e4 чорний король · f4 чорний пішак · a3 білий слон · b3 чорний пішак · d3 чорний пішак · g3 чорний кінь · e2 чорна тура · g2 білий пішак | b8 чорний слон · b7 білий пішак · c7 чорний пішак · d7 чорний кінь · f7 чорний слон · g7 білий пішак · a6 білий король · e6 чорний пішак · f5 чорний пішак · g5 чорний пішак · c4 чорна тура · e4 чорний король · f4 чорний пішак · a3 білий слон · b3 чорний пішак · d3 чорний пішак · g3 чорний кінь · e2 чорна тура · g2 білий пішак | b8 чорний слон · b7 білий пішак · c7 чорний пішак · d7 чорний кінь · f7 чорний слон · g7 білий пішак · a6 білий король · e6 чорний пішак · f5 чорний пішак · g5 чорний пішак · c4 чорна тура · e4 чорний король · f4 чорний пішак · a3 білий слон · b3 чорний пішак · d3 чорний пішак · g3 чорний кінь · e2 чорна тура · g2 білий пішак | b8 чорний слон · b7 білий пішак · c7 чорний пішак · d7 чорний кінь · f7 чорний слон · g7 білий пішак · a6 білий король · e6 чорний пішак · f5 чорний пішак · g5 чорний пішак · c4 чорна тура · e4 чорний король · f4 чорний пішак · a3 білий слон · b3 чорний пішак · d3 чорний пішак · g3 чорний кінь · e2 чорна тура · g2 білий пішак | b8 чорний слон · b7 білий пішак · c7 чорний пішак · d7 чорний кінь · f7 чорний слон · g7 білий пішак · a6 білий король · e6 чорний пішак · f5 чорний пішак · g5 чорний пішак · c4 чорна тура · e4 чорний король · f4 чорний пішак · a3 білий слон · b3 чорний пішак · d3 чорний пішак · g3 чорний кінь · e2 чорна тура · g2 білий пішак | 2 |
| 1 | b8 чорний слон · b7 білий пішак · c7 чорний пішак · d7 чорний кінь · f7 чорний слон · g7 білий пішак · a6 білий король · e6 чорний пішак · f5 чорний пішак · g5 чорний пішак · c4 чорна тура · e4 чорний король · f4 чорний пішак · a3 білий слон · b3 чорний пішак · d3 чорний пішак · g3 чорний кінь · e2 чорна тура · g2 білий пішак | b8 чорний слон · b7 білий пішак · c7 чорний пішак · d7 чорний кінь · f7 чорний слон · g7 білий пішак · a6 білий король · e6 чорний пішак · f5 чорний пішак · g5 чорний пішак · c4 чорна тура · e4 чорний король · f4 чорний пішак · a3 білий слон · b3 чорний пішак · d3 чорний пішак · g3 чорний кінь · e2 чорна тура · g2 білий пішак | b8 чорний слон · b7 білий пішак · c7 чорний пішак · d7 чорний кінь · f7 чорний слон · g7 білий пішак · a6 білий король · e6 чорний пішак · f5 чорний пішак · g5 чорний пішак · c4 чорна тура · e4 чорний король · f4 чорний пішак · a3 білий слон · b3 чорний пішак · d3 чорний пішак · g3 чорний кінь · e2 чорна тура · g2 білий пішак | b8 чорний слон · b7 білий пішак · c7 чорний пішак · d7 чорний кінь · f7 чорний слон · g7 білий пішак · a6 білий король · e6 чорний пішак · f5 чорний пішак · g5 чорний пішак · c4 чорна тура · e4 чорний король · f4 чорний пішак · a3 білий слон · b3 чорний пішак · d3 чорний пішак · g3 чорний кінь · e2 чорна тура · g2 білий пішак | b8 чорний слон · b7 білий пішак · c7 чорний пішак · d7 чорний кінь · f7 чорний слон · g7 білий пішак · a6 білий король · e6 чорний пішак · f5 чорний пішак · g5 чорний пішак · c4 чорна тура · e4 чорний король · f4 чорний пішак · a3 білий слон · b3 чорний пішак · d3 чорний пішак · g3 чорний кінь · e2 чорна тура · g2 білий пішак | b8 чорний слон · b7 білий пішак · c7 чорний пішак · d7 чорний кінь · f7 чорний слон · g7 білий пішак · a6 білий король · e6 чорний пішак · f5 чорний пішак · g5 чорний пішак · c4 чорна тура · e4 чорний король · f4 чорний пішак · a3 білий слон · b3 чорний пішак · d3 чорний пішак · g3 чорний кінь · e2 чорна тура · g2 білий пішак | b8 чорний слон · b7 білий пішак · c7 чорний пішак · d7 чорний кінь · f7 чорний слон · g7 білий пішак · a6 білий король · e6 чорний пішак · f5 чорний пішак · g5 чорний пішак · c4 чорна тура · e4 чорний король · f4 чорний пішак · a3 білий слон · b3 чорний пішак · d3 чорний пішак · g3 чорний кінь · e2 чорна тура · g2 білий пішак | b8 чорний слон · b7 білий пішак · c7 чорний пішак · d7 чорний кінь · f7 чорний слон · g7 білий пішак · a6 білий король · e6 чорний пішак · f5 чорний пішак · g5 чорний пішак · c4 чорна тура · e4 чорний король · f4 чорний пішак · a3 білий слон · b3 чорний пішак · d3 чорний пішак · g3 чорний кінь · e2 чорна тура · g2 білий пішак | 1 |
|   | a | b | c | d | e | f | g | h |   |

FEN: 1b6/1Ppn1bP1/K3p3/5pp1/2r1kp2/Bp1p2n1/4r1P1/8

b)  a6 → h7, a1=h1,  
c)  a6 → d1, a1=a8 
a) 1.Kd5! g8S 2.Kc6 Se7#
b) 1.Kd5! g8S 2.Kc6 Se7#
c) 1.Kd5! g8S 2.Kc6 Se7#
В цій задачі вперше вдалося виразити задум А.Бенедека в трьох фазах. Запис розв'язків задачі в короткій анотації у всіх трьох близнюках абсолютно ідентичний, але чорний король робить зовсім різні ходи і в кожному близнюку проходить перетворення кожного разу іншого білого пішака в коня, який оголошує мат.